# Magyarországi kastélyok listája
Ez a szócikk a magyarországi kastélyokat gyűjti össze.

## Budapest
- Andrássy-palota, III. kerület
- Budavári Palota, I. kerület
- Czuba-Durozier-kastély, XXII. kerület
- Drechsler-palota, VI. kerület
- Duna-palota, V. kerület
- Festetics-palota, VIII. kerület
- Gizella-kastély, XVI. kerület
- Gresham-palota, V. kerület
- Károlyi-palota, V. kerület
- Károlyi-palota, VIII. kerület, Pollack M. tér 10.
- Kiscelli Schmidt-kastély, III. kerület
- Klotild paloták, V. kerület
- Klebelsberg-kastély, II. kerület
- Lánchíd Palota, I. kerület
- New York-palota, VII. kerület
- Nyéki vadászkastély, II. kerület
- Péterffy-palota, V. kerület
- Podmaniczky–Vigyázó-kastély, XVII. kerület
- Prímási palota, I. kerület
- Sacelláry-kastély, XXII. kerület
- Sándor-palota, I. kerület
- Stefánia Palota, XIV. kerület
- Száraz-Rudnyánszky-kastély, XXII. kerület
- Törley-kastély, XXII. kerület
- Wenckheim-palota, VIII. kerület
- Zichy-kastély, III. kerület

## Bács-Kiskun vármegye
| Település           | Kastély                                        |      |
| ------------------- | ---------------------------------------------- | ---- |
| Bácsborsód          | Latinovits-Pucher-Schumacher-Sauerborn-kastély |      |
| Baja                | Grassalkovich-kastély                          |      |
| Dunapataj           | Bencze-kastély                                 |      |
| Hajós               | Érseki kastély                                 | 1739 |
| Hercegszántó        | Karapancsai vadászkastély                      |      |
| Hercegszántó        | Kiskastély                                     |      |
| Jánoshalma          | Orczy-kastély                                  |      |
| Kisszállás          | Boncompagni-kastély                            |      |
| Kunbaracs           | Vörös-kastély                                  |      |
| Lakitelek (Tőserdő) | Tőserdői kastély                               |      |
| Pálmonostora        | Orczy-kastély                                  |      |
| Solt                | Vécsey-kastély                                 |      |
| Szabadszállás       | Geréby-kastély                                 |      |
| Tompa               | Redl-kastély                                   |      |

## Baranya vármegye

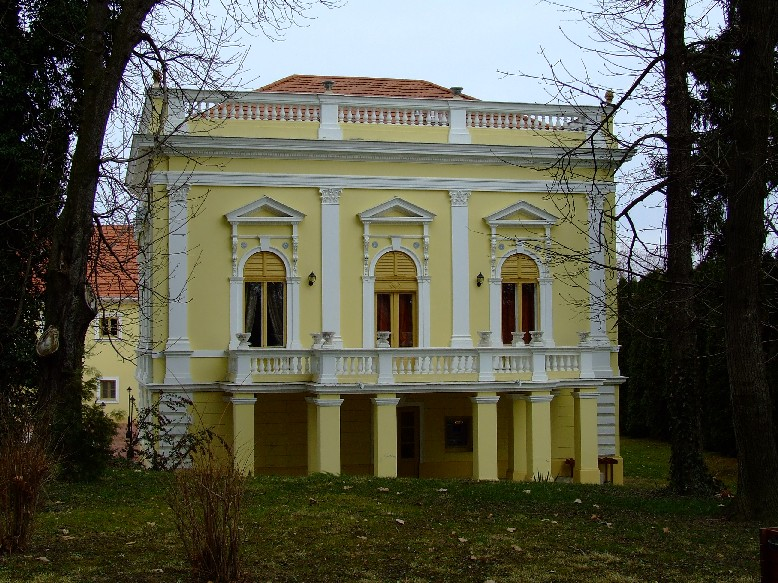
Puchner-kastély, Bikal

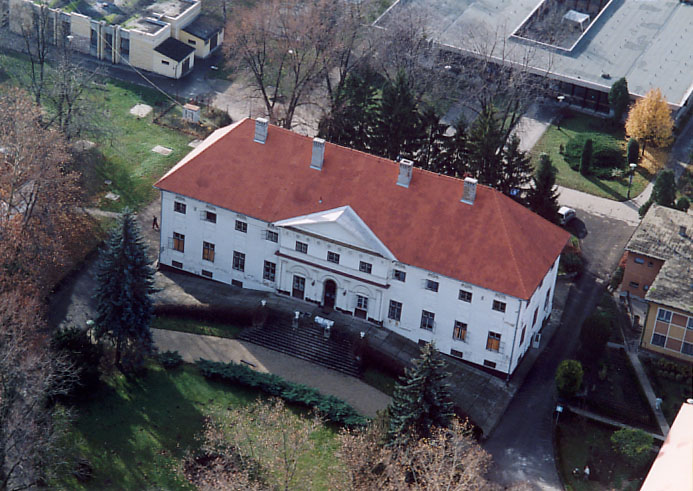
Bóly, légi felvétel a Batthyány-kastélyról

| Település                       | Kastély            |
| ------------------------------- | ------------------ |
| Bakóca                          | Majláth-kastély    |
| Bár                             | Fehér kastély      |
| Bár                             | Sárga kastély      |
| Bikal                           | Puchner-kastély    |
| Boldogasszonyfa                 | Igmándy-kúria      |
| Bóly                            | Batthyány-kastély  |
| Bükkösd                         | Petrovszky-kastély |
| Bükkösd-Megyefa                 | Jeszenszky-kastély |
| Csertő                          | Festetics-kastély  |
| Görcsöny                        | Benyovszky-kastély |
| Hosszúhetény-Püspökszentlászló  | Püspöki kastély    |
| Mecseknádasd                    | Püspöki kastély    |
| Mozsgó                          | Biedermann-kastély |
| Pécs-Üszögpuszta                | Batthyány-kastély  |
| Pellérd                         | Brázay-kastély     |
| Rózsafa                         | Perczel-kastély    |
| Sellye                          | Draskovich-kastély |
| Somberek                        | Sauska-kastély     |
| Szentegát                       | Biedermann-kastély |
| Szentlőrinc                     | Esterházy-kastély  |
| Szigetvár                       | Szigetvári kastély |
| Szigetvár, Turbékpuszta         | Vermes-kúria       |
| Szigetvár-Zsibót, Domolospuszta | Polák-kastély      |

## Békés vármegye

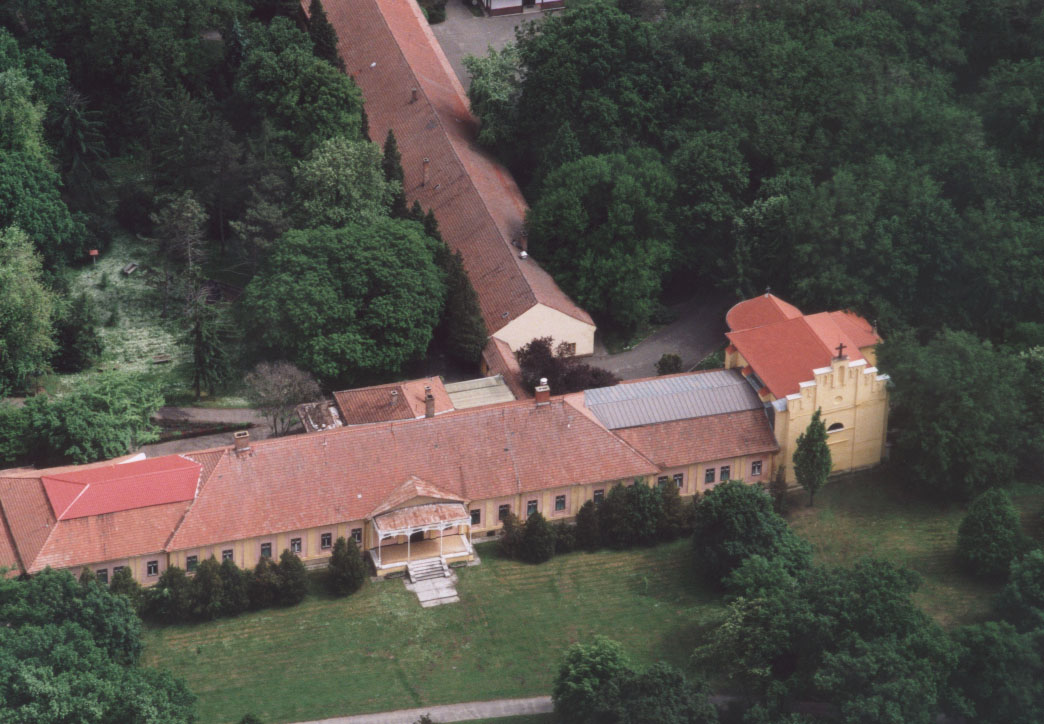
Kétegyháza, Andrássy-Almásy-kastély

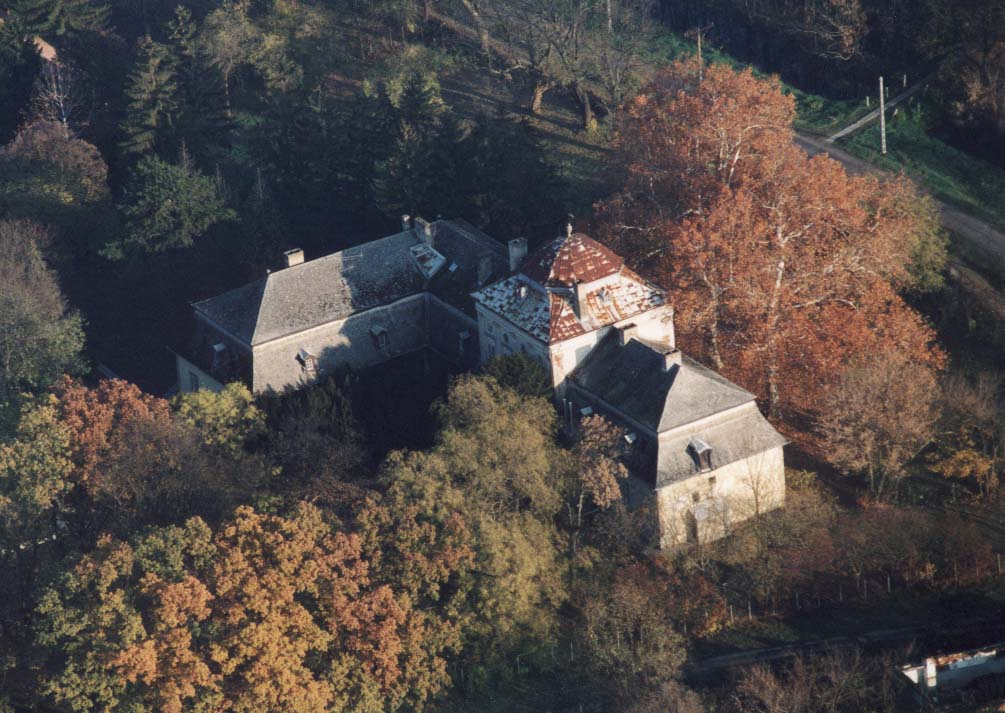
Geszt, Tisza-kastély

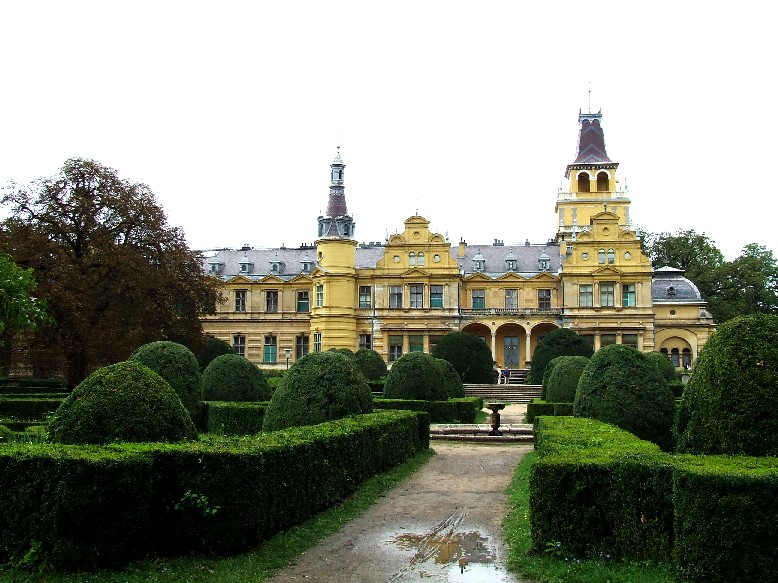
Wenckheim-kastély, Szabadkígyós

| Település             | Kastély                                                                         |
| --------------------- | ------------------------------------------------------------------------------- |
| Ajtós                 | Wenckheim-kastély                                                               |
| Békés                 | Wenckheim-kastély                                                               |
| Békéscsaba-Gerla      | Wenckheim-kastély                                                               |
| Békéscsaba-Póstelek   | Wenckheim-kastély (Póstelek)                                                    |
| Békésszentandrás      | Léderer-kastély                                                                 |
| Bélmegyer             | Kárász-vadászkastély                                                            |
| Bélmegyer             | Wenckheim-vadászkastély                                                         |
| Csabaszabadi          | Beliczey-kastély                                                                |
| Csorvás               | Wenckheim Rudolf kastélya                                                       |
| Csorvás               | Wenckheim Sándor kastélya (1977-ben felrobbantották, csak a kiskastély látható) |
| Doboz                 | Wenckheim-kastély                                                               |
| Füzesgyarmat          | Wenckheim-kastély - Ma Kastélyparkfürdő                                         |
| Geszt                 | Tisza-kastély                                                                   |
| Gyula                 | Gyulai várkastély                                                               |
| Gyulavári             | Almásy-kastély = Harruckern–Wenckheim–Almásy-kastély                            |
| Kaszaper-Pusztaszőlős | Wenckheim-kúria                                                                 |
| Kétegyháza            | Andrássy–Almásy-kastély                                                         |
| Kondoros              | Batthyány–Geist-kastély                                                         |
| Körösladány           | Wenckheim–Merán-kastély                                                         |
| Lőkösháza             | Vásárhelyi–Bréda-kastély                                                        |
| Mezőberény            | Wenckheim–Fejérváry-kastély                                                     |
| Orosháza              | Geist-kastély                                                                   |
| Sarkad                | Almásy-kastély                                                                  |
| Szabadkígyós          | Wenckheim-kastély                                                               |
| Szarvas               | Bolza-kastély                                                                   |
| Szarvas               | Csáky-kastély                                                                   |
| Szarvas               | Mitrovszky-kastély                                                              |
| Szeghalom             | Kárász-kastély                                                                  |
| Szeghalom             | Wenckheim–D’Orsay-kastély                                                       |
| Tarhos                | Wenckheim-kastély                                                               |
| Zsadány               | Fried-kastély                                                                   |

## Borsod-Abaúj-Zemplén vármegye

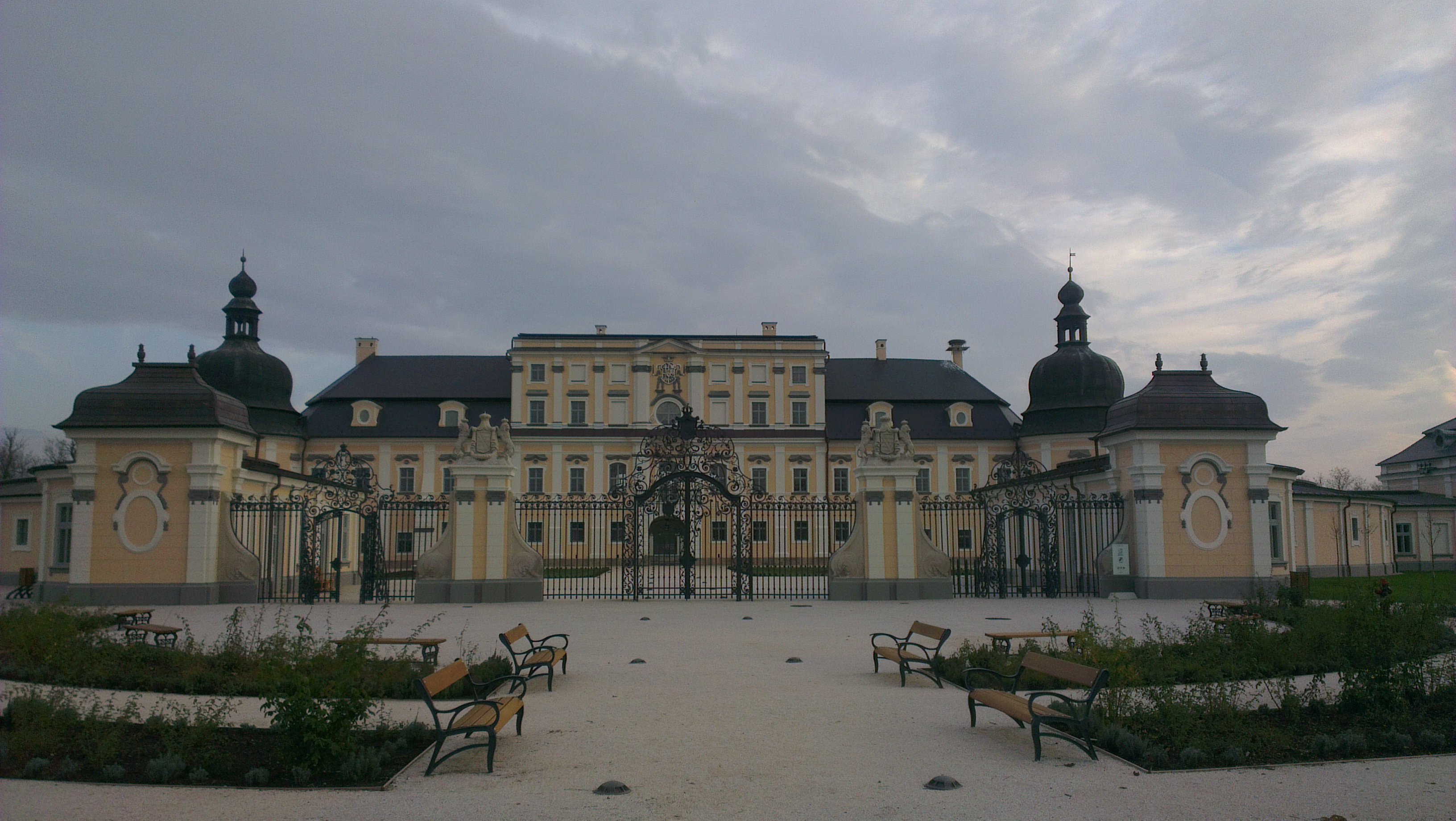
L`Huillier-Coburg-kastély kastély, Edelény

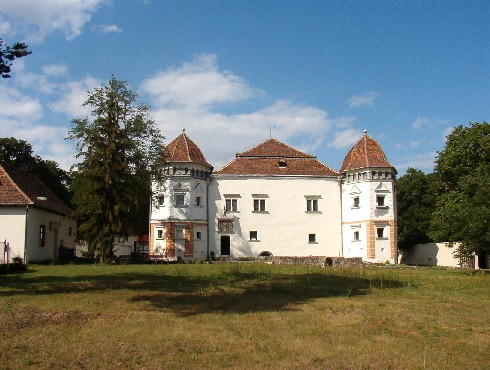
Mágóchy-Alaghy-Sennyei várkastély, Pácin

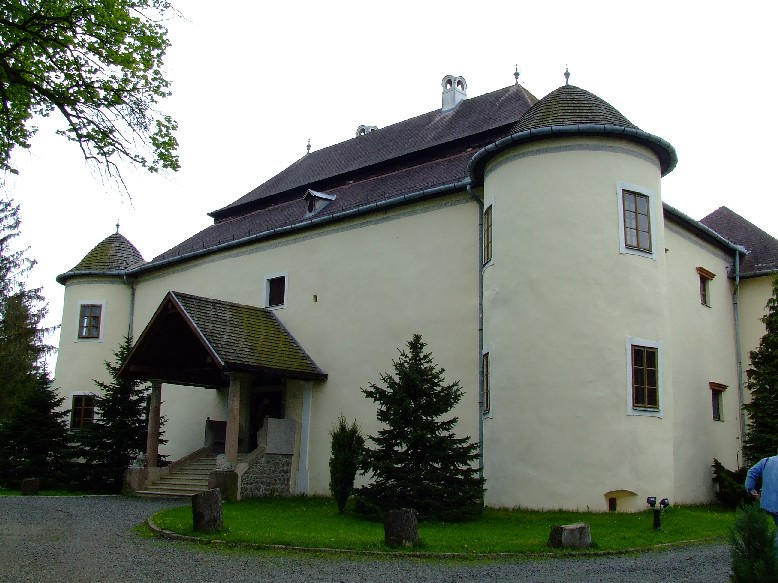
Merczel kastély, Kéked

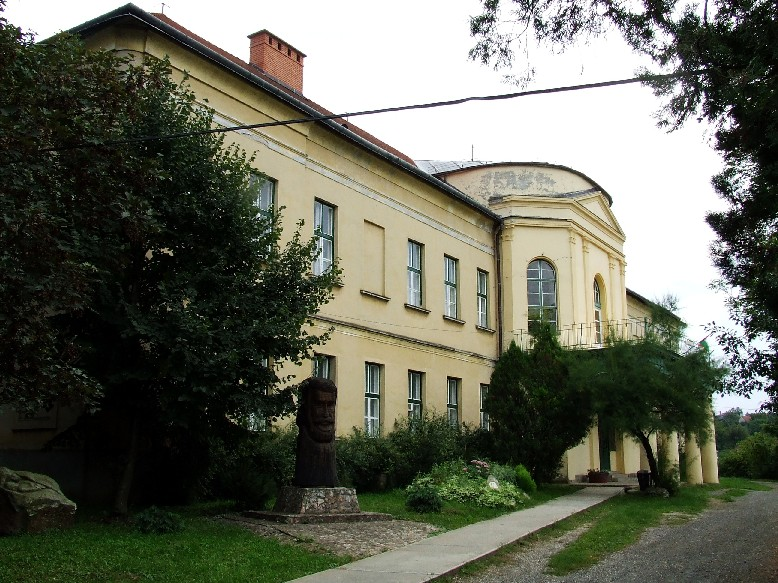
Andrássy kastély, Monok

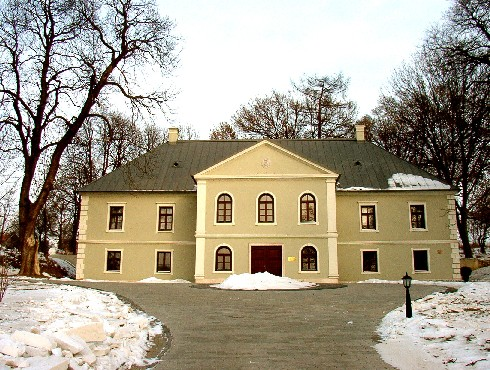
Pallavicini kastély, Pusztaradvány

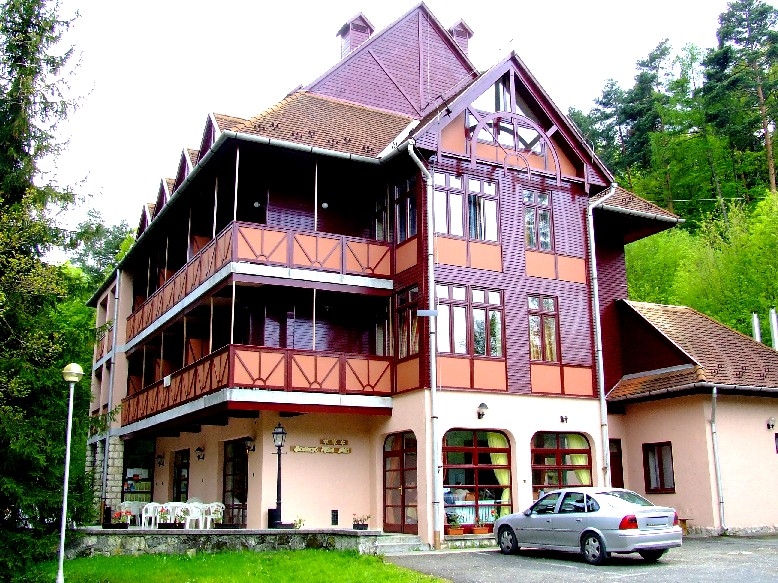
Károlyi-vadászkastély, Telkibánya

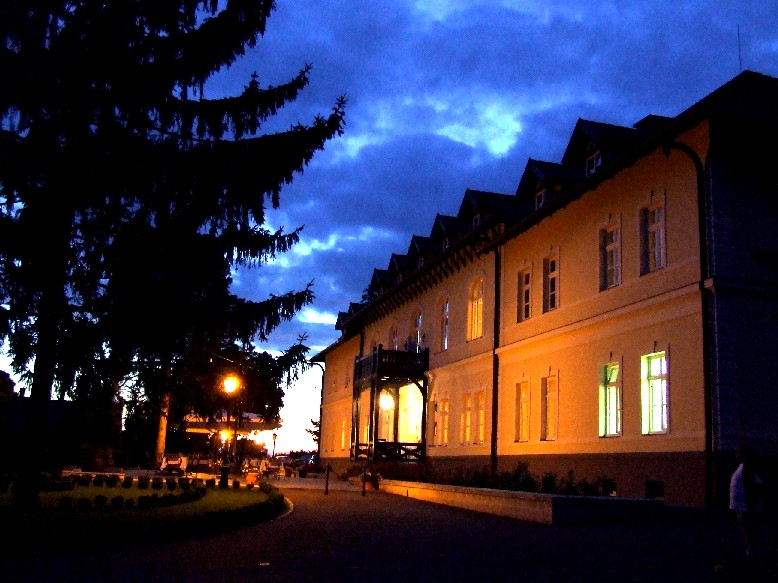
Degenfeld kastély, Tarcal

| Település                          | Kastély |
| ---------------------------------- | --- |
| Abaújalpár                         | Darvas-kúria |
| Abaújalpár                         | Kapy-kúria |
| Abaújdevecser (ma Encs városrésze) | Csoma-kúria |
| Abaújkér                           | Bárczay-kastély |
| Abaújszántó                        | Patay-kastély |
| Abaújvár                           | Csáky-kastély |
| Alsóregmec                         | Kazinczy-udvarház |
| Alsóregmec                         | Keczer-kúria |
| Alsózsolca                         | Haller-kúria |
| Alsózsolca                         | Vay-kúria |
| Baktakék                           | Szentimrey-kúria |
| Baktakék                           | Ruzsiczky-kúria |
| Bánhorváti                         | Platthy-kastély |
| Bánréve                            | Vay-Serényi-kastély |
| Berente                            | Szepessy-kastély |
| Beret                              | Szalay-kúria |
| Berzék                             | Potoczky-kúria |
| Berzék                             | Perczel-Potoczky-kúria |
| Bodrogkeresztúr                    | Rákóczi-ház |
| Bodrogkeresztúr                    | Máriássy-kúria |
| Bodrogkeresztúr                    | Széchenyi-kúria |
| Bodrogkeresztúr                    | Eötvös-kastély |
| Bodrogolaszi                       | Lónyay-kastély |
| Bódvalenke                         | Lenkey-kúria |
| Bódvaszilas                        | Eszterházy-kastély |
| Boldogkőváralja                    | Péchy–Zichy-kastély |
| Boldva                             | Szepessy-kúria |
| Boldva                             | Szatmáry-Király-kastély |
| Borsodbóta                         | Bata-kúria |
| Borsodivánka                       | Orczy-kastély |
| Bózsva                             | Bombelles-kastély |
| Cserépváralja                      | L'Hullier-kastély |
| Csernely                           | Sturmann-kúria |
| Csobád                             | Fáy-kúria |
| Dédestapolcsány                    | Serényi-kastély |
| Dubicsány                          | Vay-kastély |
| Edelény                            | L’Huillier–Coburg-kastély más néven Eszterházy-Forgách-kastély                                                                                                  |
| Edelény                            | Hosszúfalusy-kúria |
| Emőd                               | Rhédey-kastély |
| Erdőbénye                          | Szirmay-kastély |
| Erdőbénye                          | Budaházy-Fekete-kúria |
| Fáj                                | Fáy-kastély |
| Fancsal                            | Joób-kúria |
| Fancsal                            | Bornemissza-kúria |
| Felsőgagy                          | Huszár-kúria |
| Felsővadász                        | Rákóczi-kastély |
| Felsőzsolca                        | Bárczay-kastély |
| Fony                               | Babocsay-udvarház |
| Füzér                              | László-tanya; Károlyi-kastély |
| Füzérradvány                       | Károlyi-kastély |
| Gagybátor                          | Fuló-kastély |
| Gagybátor                          | Jakabfalvy-kúria |
| Gagyvendégi                        | Vendéghy-kúria |
| Galvács                            | Törley-kastély |
| Gesztely                           | Szepessy-kúria; Orosz-kúria; Kóczián-kastély |
| Gibárt                             | Szentimrey-kúria |
| Girincs                            | Dőry-kastély |
| Golop                              | Vay-kastély (régi) |
| Golop                              | Vay-kastély (új) |
| Gönc                               | Pálffy-kastély |
| Göncruszka                         | Kazinczy-kúria; Krajnyik-kúria; Patay-kúria |
| Györgytarló                        | Györgytarlói kastély |
| Halmaj                             | Szuhay Mátyás kúriája |
| Hejce                              | Hejcei kastély vagy más néven Eszterházy-Püspöki kastély |
| Hernádkak                          | Sisáry-kúria |
| Hernádkércs                        | Fáy-kúria |
| Hernádnémeti                       | Munk-kúria |
| Hernádvécse                        | Sardagna-kastély |
| Hidvégardó                         | Gedeon-kastély |
| Hidvégardó                         | Papp-kúria |
| Kázsmárk                           | Péchy-kúria |
| Kéked                              | Melczer-kastély |
| Kelemér                            | Putnoky-kúria |
| Kisbózsva                          | Bombelles-kastély |
| Kisrozvány                         | Bártfay-kúria |
| Komját                             | Fáy-kúria |
| Komját                             | Komjáthy-kúria |
| Korlát                             | Domokos-Meczner-kúria |
| Korlát                             | Domokos-Téglássy-kúria |
| Krasznokvajda                      | Szentimrey-kastély, Scholtz-Albin-kastély |
| Kupa                               | Makra-kúria |
| Kurityán                           | Pallavicini-kastély |
| Legyesbénye                        | Zalay-kúria |
| Léh                                | Hegyi-kastély |
| Mád                                | Kéler-kúria; Pulszky-kúria; Bukovszky-kúria; Schmidt-kastély |
| Makkoshotyka                       | Meczner-kúria |
| Megyaszó                           | Graefl-kastély |
| Méra                               | Mór-kúria; Fáy-kúria; Répássy-kúria |
| Mezőcsát                           | Dobozy-kastély, Márk-kastély, Édes-kastély |
| Mezőkeresztes                      | Röck-kúria, Tóth-kúria |
| Miskolc                            | Bárczay-kastély; Bükk-kúria, Heller-kúria; Kondor Kis Mihály kúriája; Hevesi-Dőry-kúria; Kormossy-Eperjesi-kúria; Sérafi-kúria; Báji-Patay-kúria; Almássy-kúria |
| Monok                              | Andrássy-kastély; Monoky-várkastély |
| Nagyrozvágy                        | Zuthy-kúria |
| Olaszliszka                        | Bónis-kúria |
| Onga                               | Szepessy-kúria; Darvas-kúria |
| Ónod                               | Török-kastély; Zákány-kúria; Lóczy-kúria |
| Ózd-Susa                           | Bronts-kastély |
| Pácin                              | Pácini várkastély; Mágóchy-kastély |
| Pere                               | Bárczay-kastély |
| Perkupa                            | Aszalay-kúria |
| Prügy                              | Pataky-kúria |
| Pusztaradvány                      | Pallavicini-kastély (eladó) |
| Putnok                             | Serényi-kastély |
| Ragály                             | Balassa-kastély; Fehér-kastély |
| Rásonysápberencs                   | Csoma-Fark-kastély |
| Sajókaza                           | Radvánszky-kastély |
| Sajólád                            | Erdődy-vadászkastély (eladó) |
| Sajóörös                           | Melczer-kúria; Bethlen-kúria; Mándy-kúria |
| Sajósenye                          | Máriássy-kúria |
| Sajószentpéter                     | Gedeon-kúria |
| Sajószöget                         | Beniczky-kúria |
| Sajóvámos                          | Edelsheim-kastély; Szőke-kastély |
| Sály                               | Eötvös-Gorove-kastély; Fáy-kastély; Seckendorf-kastély |
| Sárospatak                         | Pálóczi-várkastély |
| Sáta                               | Fáy-kastély |
| Sátoraljaújhely                    | Waldbott-kastély, Szirmay-kastély Sátoraljaújhely); Kazinczy-udvarház; Domoky-kúria; Senyey-kúria                                                               |
| Selyeb                             | Rákóczi-kúria; Péchy-kúria; Tiszta-kúria |
| Szakáld                            | Mocsáry-kastély |
| Szalaszend                         | Hönig-kastély |
| Szalonna                           | Bónis-Gedeon-kastély |
| Szemere                            | Szemere-kastély |
| Szendrő                            | Csáky-kastély |
| Szendrőlád                         | Polonkay-kúria |
| Széphalom                          | Kazinczy-kúria |
| Szerencs                           | Rákóczi-várkastély |
| Szikszó                            | Csáky–Hunyady-kastély; Perényi-kúria |
| Szirmabesenyő                      | Szirmay-kastély |
| Taktabáj                           | Patay-kastély |
| Taktakenéz                         | Drevenyák-kúria |
| Taktaszada                         | Abramszky-kúria |
| Tarcal                             | Andrássy-kastély; Degenfeld-kastély; Andrássy-kúria; Nagy (Rákóczi) kúria; Szirmay-kúria; Kishomoki-kastély                                                     |
| Tállya                             | Maillot-kastély; Balogh-kúria; Rákóczi-kúria; Szirmay-kúria |
| Telkibánya                         | Károlyi-vadászkastély |
| Tibolddaróc                        | Bottlik-kastély; Majtényi-kúria; Gencsy-kúria; Halasi-kúria; Kerekes-kúria                                                                                      |
| Tiszaladány                        | Szirmay-kastély |
| Tiszatardos                        | Reviczky-kastély |
| Tokaj                              | Rákóczi–Dessewffy-kastély; Kubinyi-kúria |
| Tolcsva                            | Kurucz-kastély, Stépán-kúria; Dessewffy-kastély; Szirmay-kastély; Király-udvarház                                                                               |
| Tomor                              | Puky-kúria, Búza-kúria |
| Tornanádaska                       | Hadik-kastély |
| Tornyosnémeti                      | Csáky-Pallavicini-kastély |
| Vatta                              | Odescalchi-kastély |
| Vizsoly                            | Kátay-kúria |
| Zádorfalva                         | Szakáll-kúria |
| Zsujta                             | Nagy-Bolyárszky-kúria; Schwarz-kúria |

## Csongrád-Csanád vármegye

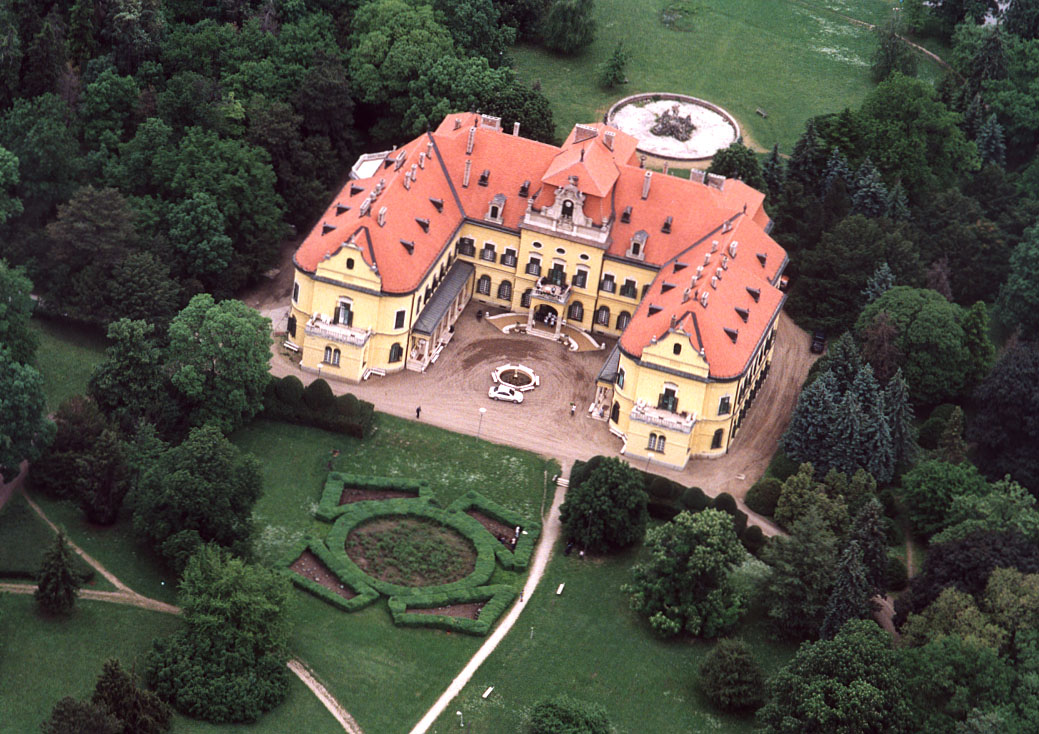
Nagymágocs, Károlyi-kastély

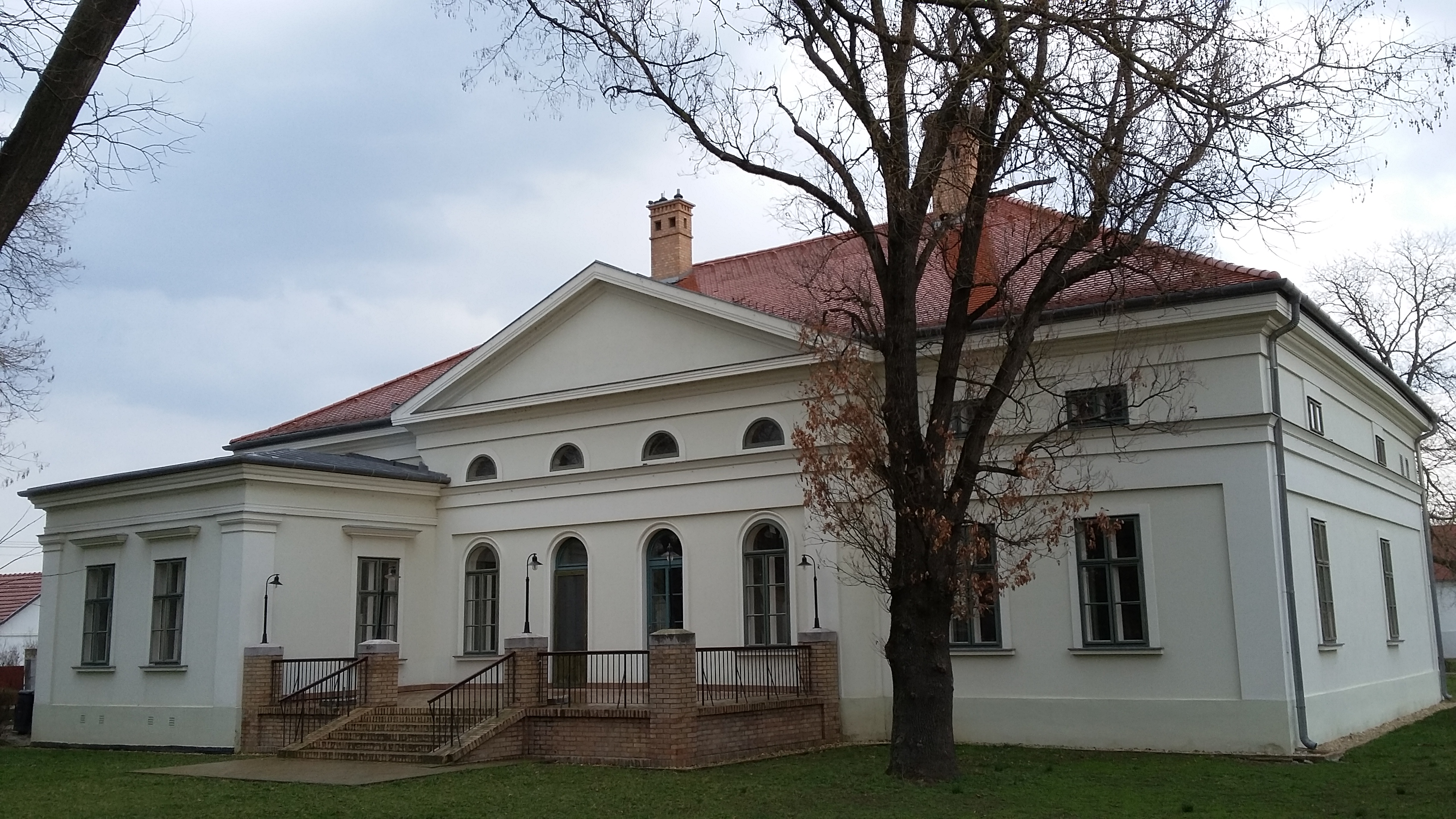
Kiszombor, Rónay-kúria

| Település        | Kastély                    |
| ---------------- | -------------------------- |
| Árpádhalom       | Károlyi–Berchtold-kastély  |
| Derekegyház      | Károlyi-kastély            |
| Deszk            | Gerliczy-kastély           |
| Kiszombor        | Rónay-kastély, Rónay-kúria |
| Hódmezővásárhely | Károlyi-ház                |
| Nagymágocs       | Károlyi-kastély            |
| Óföldeák         | Návay-kastély              |
| Ópusztaszer      | Pallavicini-kastély        |
| Sándorfalva      | Pallavicini-kastély        |
| Szegvár          | Károlyi-kastély            |

## Fejér vármegye

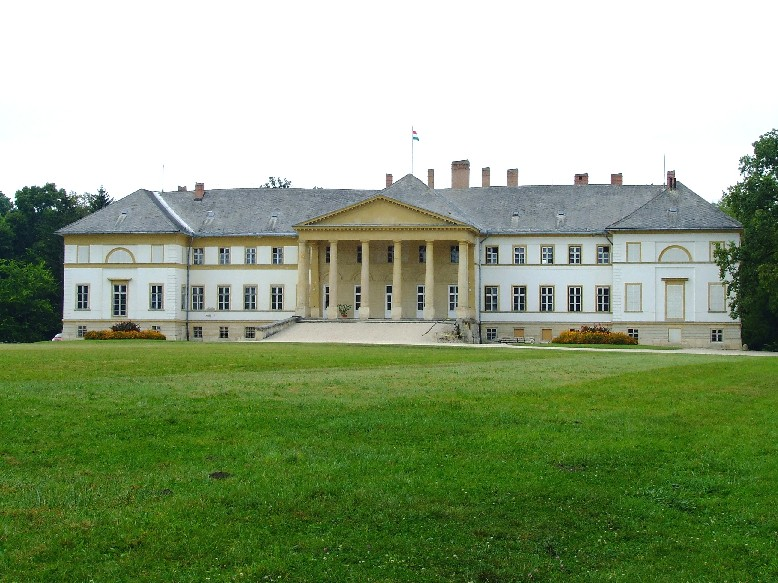
Festetics kastély, Dég

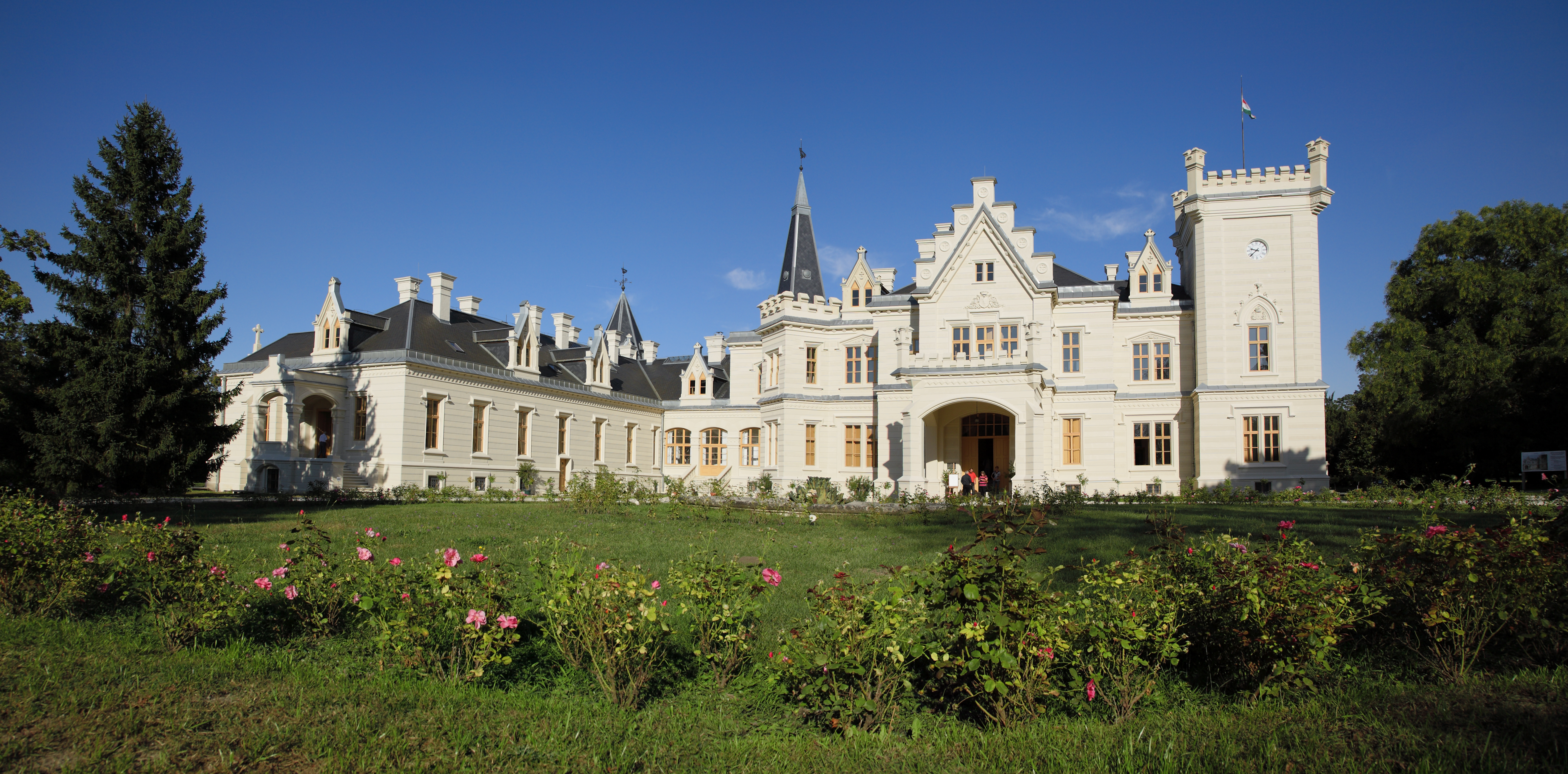
Nádasdy-kastély, Nádasdladány

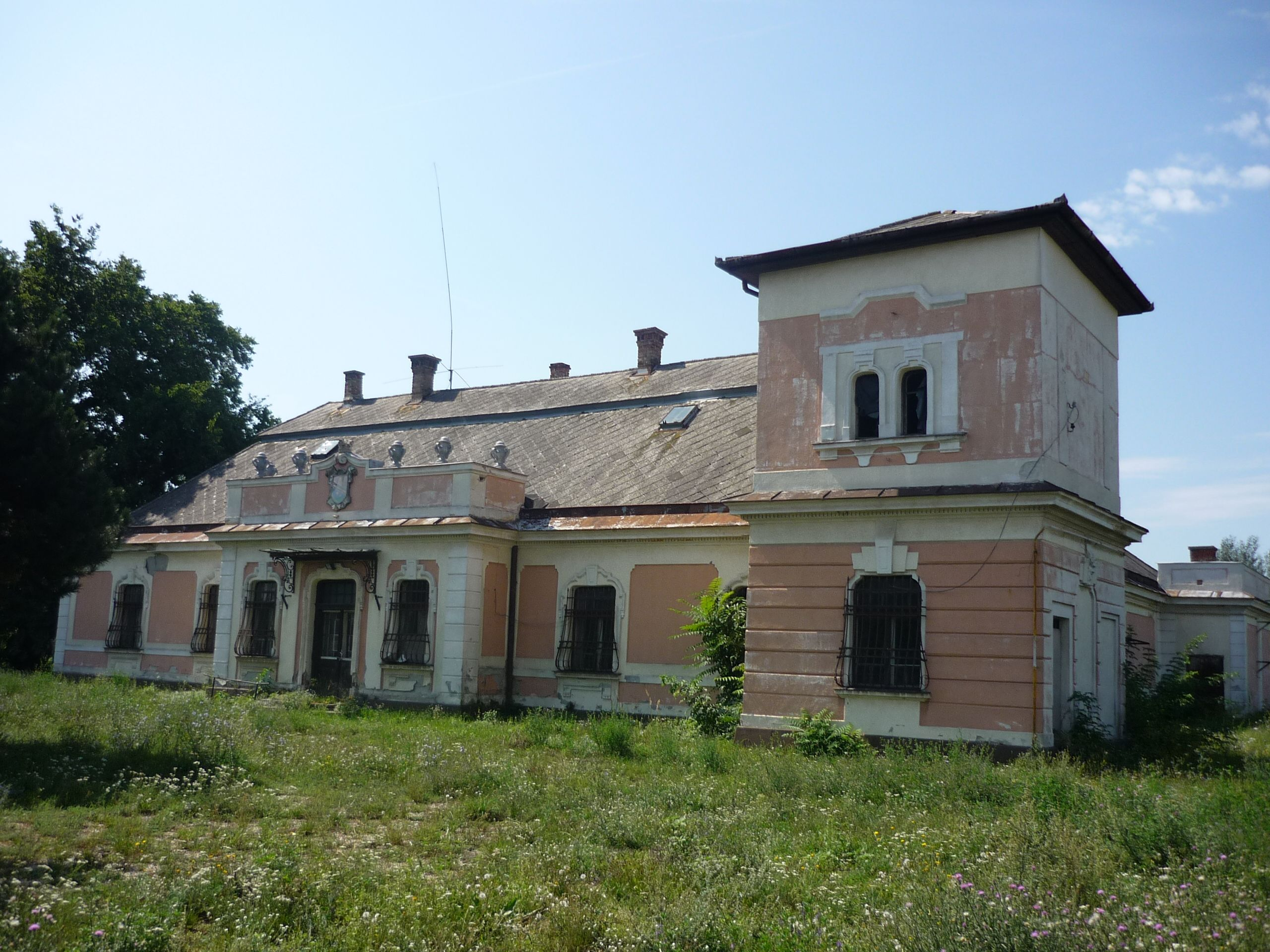
Halász kastély, Kápolnásnyék

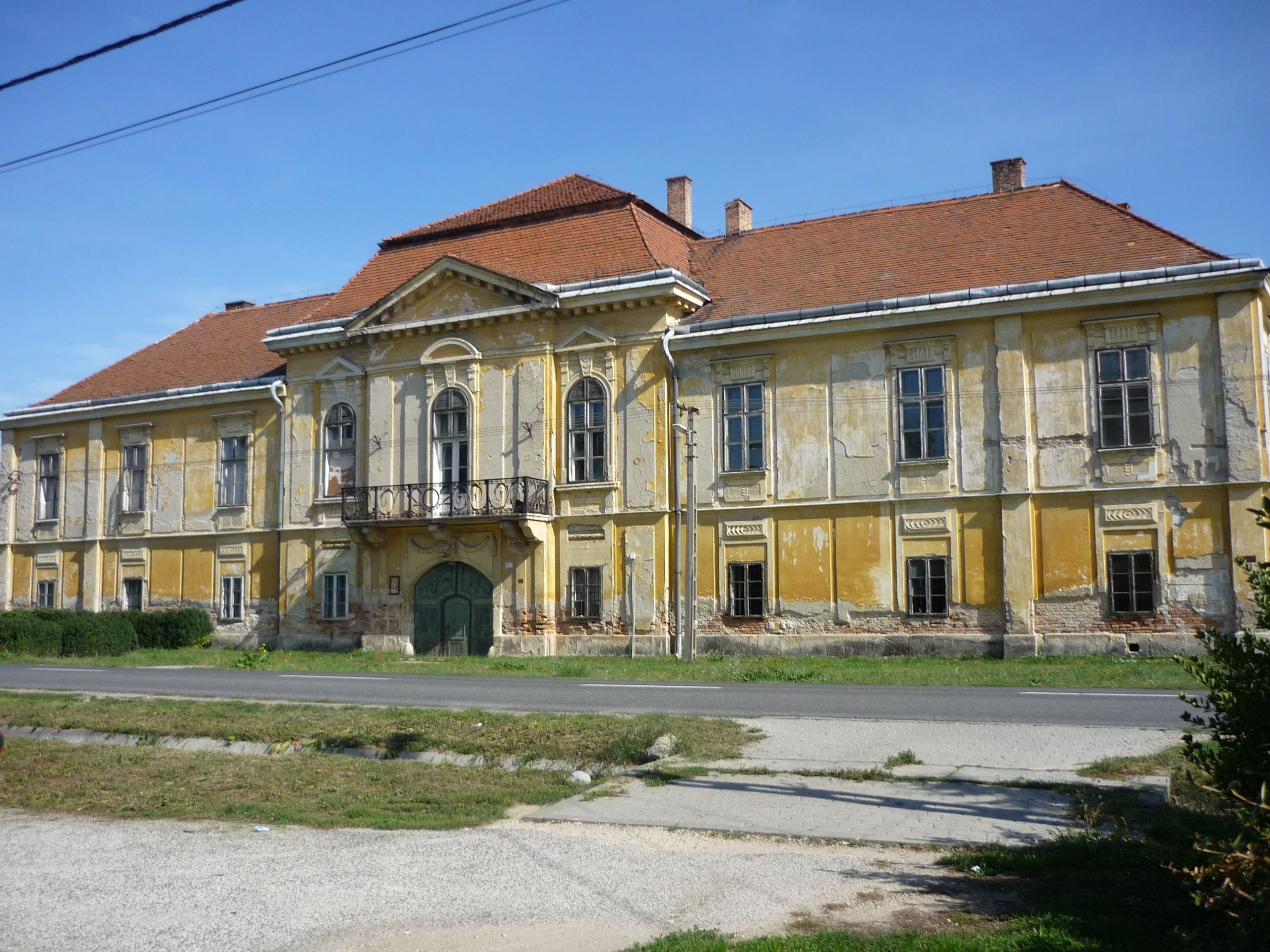
Ürményi kastély, Vál

| Település               | Kastély                                |
| ----------------------- | -------------------------------------- |
| Aba                     | Kiskastély                             |
| Aba                     | Nagykastély                            |
| Aba                     | Zichy-kastély                          |
| Aba-Belsőbáránd         | Holcer-Jászay-Janiga-Spingler-kastély  |
| Alcsútdoboz             | Habsburg-kastély                       |
| Alsószentiván           | Szluha-kastély                         |
| Bicske                  | Batthyány-kastély                      |
| Bodajk                  | Hochburg–Lamberg-kastély               |
| Csákberény              | Lamberg-kastély                        |
| Csákvár                 | Esterházy-kastély (1781)               |
| Dég                     | Festetics-kastély (1815-1819)          |
| Előszállás              | Ciszterci rend kastélya                |
| Enying                  | Batthyány–Draskovich–Csekonics-kastély |
| Fehérvárcsurgó          | Károlyi-kastély                        |
| Hantos                  | Batthyány-Zichy-Sennyei-kastély        |
| Hantos                  | Fiáth-Nagy-kúria                       |
| Igar-Vámpuszta          | Strasszer-kastély                      |
| Iszkaszentgyörgy        | Amadé–Bajzáth–Pappenheim-kastély       |
| Kápolnásnyék            | Halász-kastély                         |
| Lovasberény             | Cziráky-kastély                        |
| Martonvásár             | Brunszvik-kastély                      |
| Mátyásdomb              | Lonkai-kastély                         |
| Mór                     | Lamberg-kastély                        |
| Mór                     | Láncos-kastély                         |
| Nádasdladány            | Nádasdy-kastély (1876)                 |
| Pusztaszabolcs          | Fould-Springer–Wooster-kastély         |
| Seregélyes              | Zichy–Hadik-kastély (1821)             |
| Soponya-Nagyláng        | Zichy-kastély                          |
| Székesfehérvár          | Bory-vár                               |
| Székesfehérvár-Csala    | Kégl-kastély                           |
| Székesfehérvár-Kisfalud | Simay–Holczer-kastély                  |
| Tordas                  | Sajnovics-kastély                      |
| Vajta                   | Zichy-kastély                          |
| Vál                     | Ürményi-kastély                        |
| Velence                 | Hauszmann–Gschwindt-kastély            |
| Velence                 | Meszleny-kastély                       |
| Velence                 | Meszleny–Wenckheim-kastély             |
| Velence                 | Beck-kastély                           |
| Zichyújfalu             | Zichy-kastély                          |

## Győr-Moson-Sopron vármegye

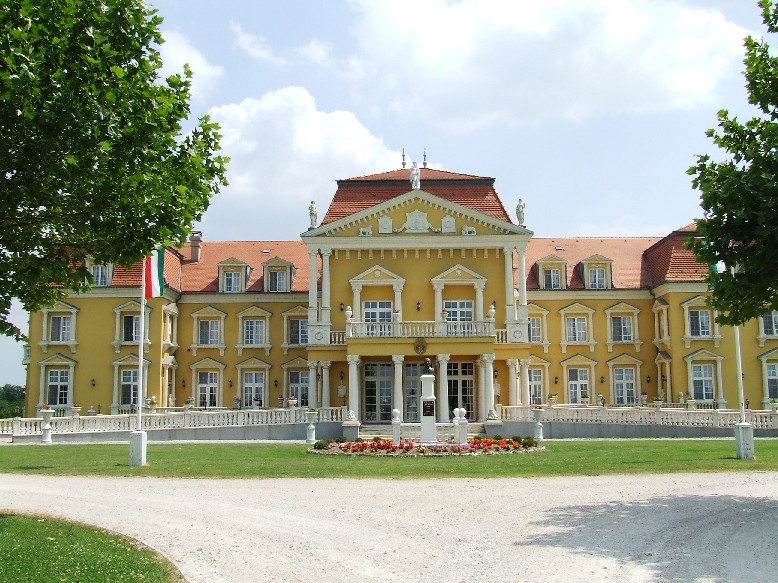
Dunakiliti

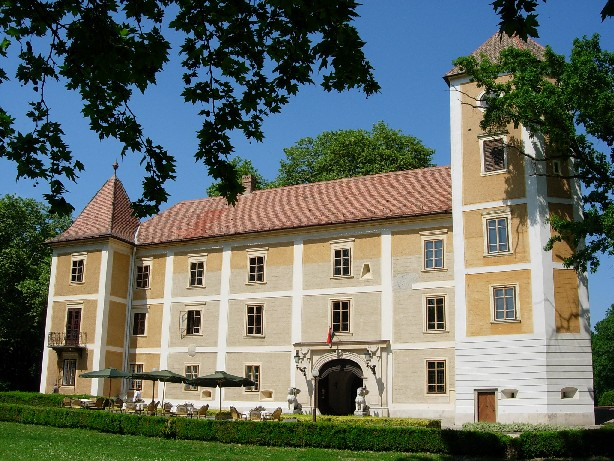
Hédervár

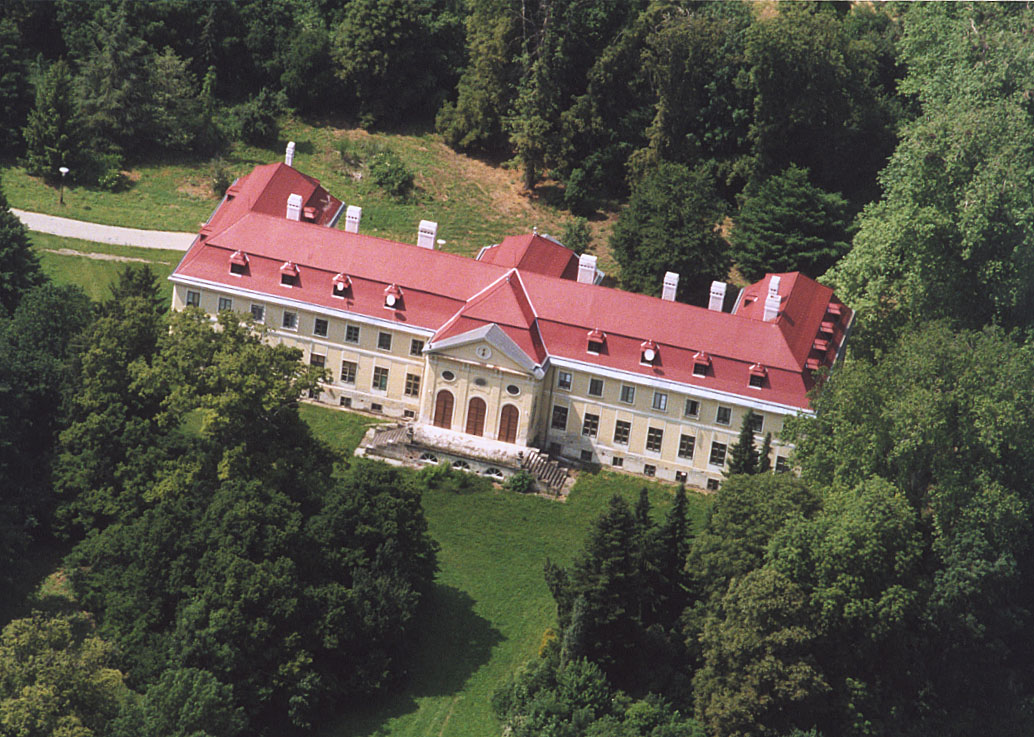
Sopronhorpács

| Település       | Kastély                                                   |
| --------------- | --------------------------------------------------------- |
| Dénesfa         | Cziráky-kastély                                           |
| Dunakiliti      | Csebi-Pogány-kastély                                      |
| Dunakiliti      | Batthyány-Pálffy-kastély                                  |
| Egyed           | Festetics-kastély                                         |
| Egyházasfalu    | Ebergényi-kastély                                         |
| Fertőd          | Esterházy-kastély                                         |
| Fertőrákos      | Püspöki kastély                                           |
| Fertőszéplak    | Széchenyi-kastély                                         |
| Hédervár        | Khuen-Héderváry-Viczay-kastély                            |
| Ikrény          | Merán-kastély                                             |
| Iván            | Széchenyi-kastély                                         |
| Kapuvár         | Esterházy-kastély                                         |
| Magyarkeresztúr | Baditz-kastély                                            |
| Mihályi         | Dőry-kastély                                              |
| Nagycenk        | Széchenyi-kastély                                         |
| Nagylózs        | Viczay-kastély, régebben Solymosi-kastély                 |
| Rábasebes       | Széchenyi-kastély                                         |
| Rajka           | Zichy-kastély                                             |
| Röjtökmuzsaj    | Felsőbüki Nagy-Ürményi-Verseg-kastély                     |
| Sopronhorpács   | Széchenyi-kastély                                         |
| Sopronnémeti    | Sághy-kastély                                             |
| Szany           | Püspöki kastély                                           |
| Szilsárkány     | Baditz-kastély                                            |
| Tét             | Pokváry-kastély                                           |
| Zsira           | Rimanóczy-kastély, régebben Gyülevizy-Pejacsevich-kastély |

## Hajdú-Bihar vármegye

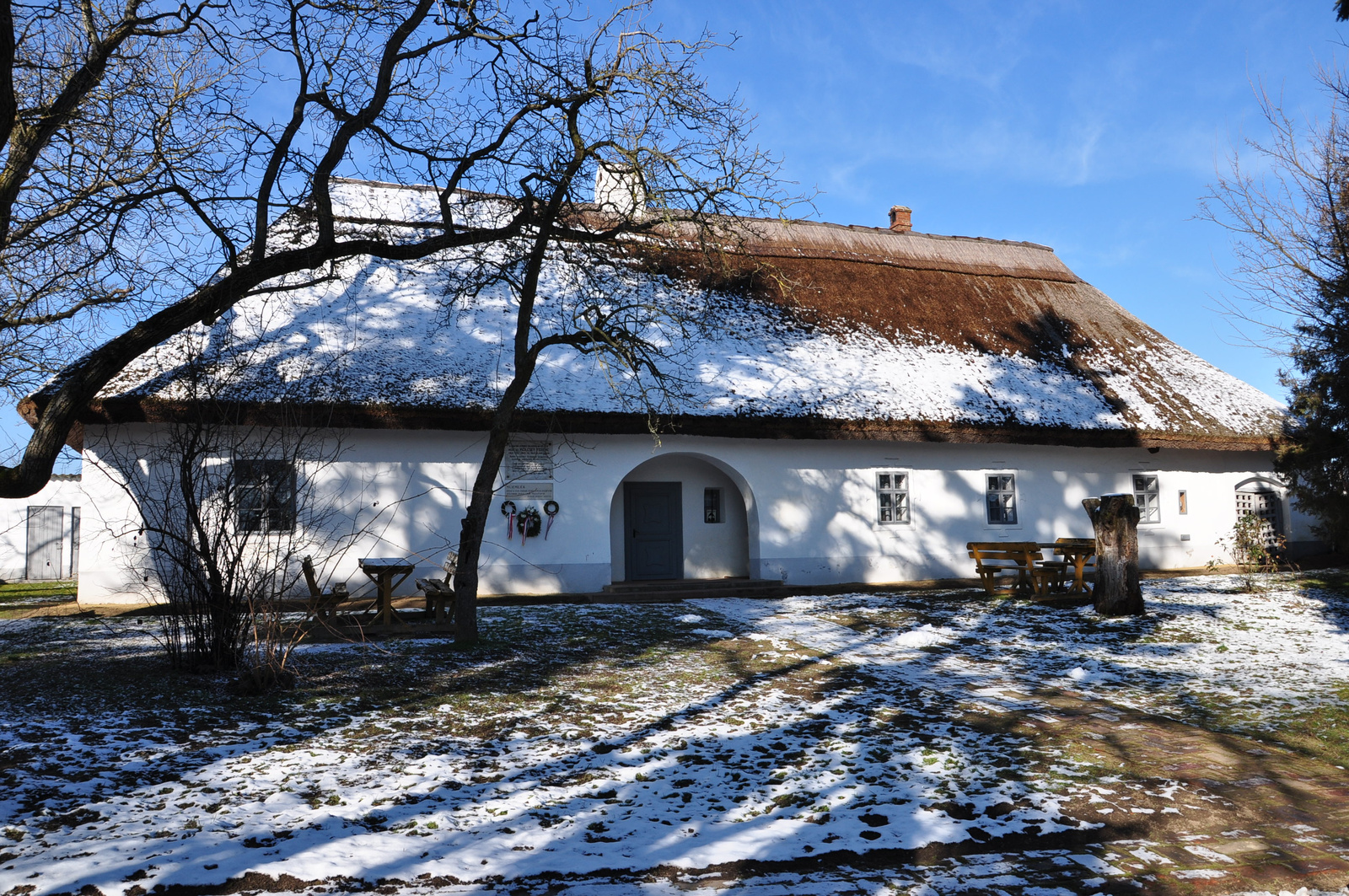
Kölcsey-kúria, Álmosd

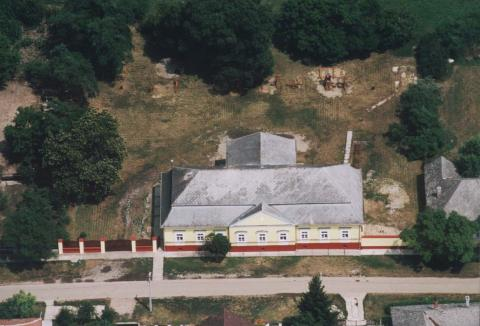
Erdődy-Szunyogh-kúria, Esztár

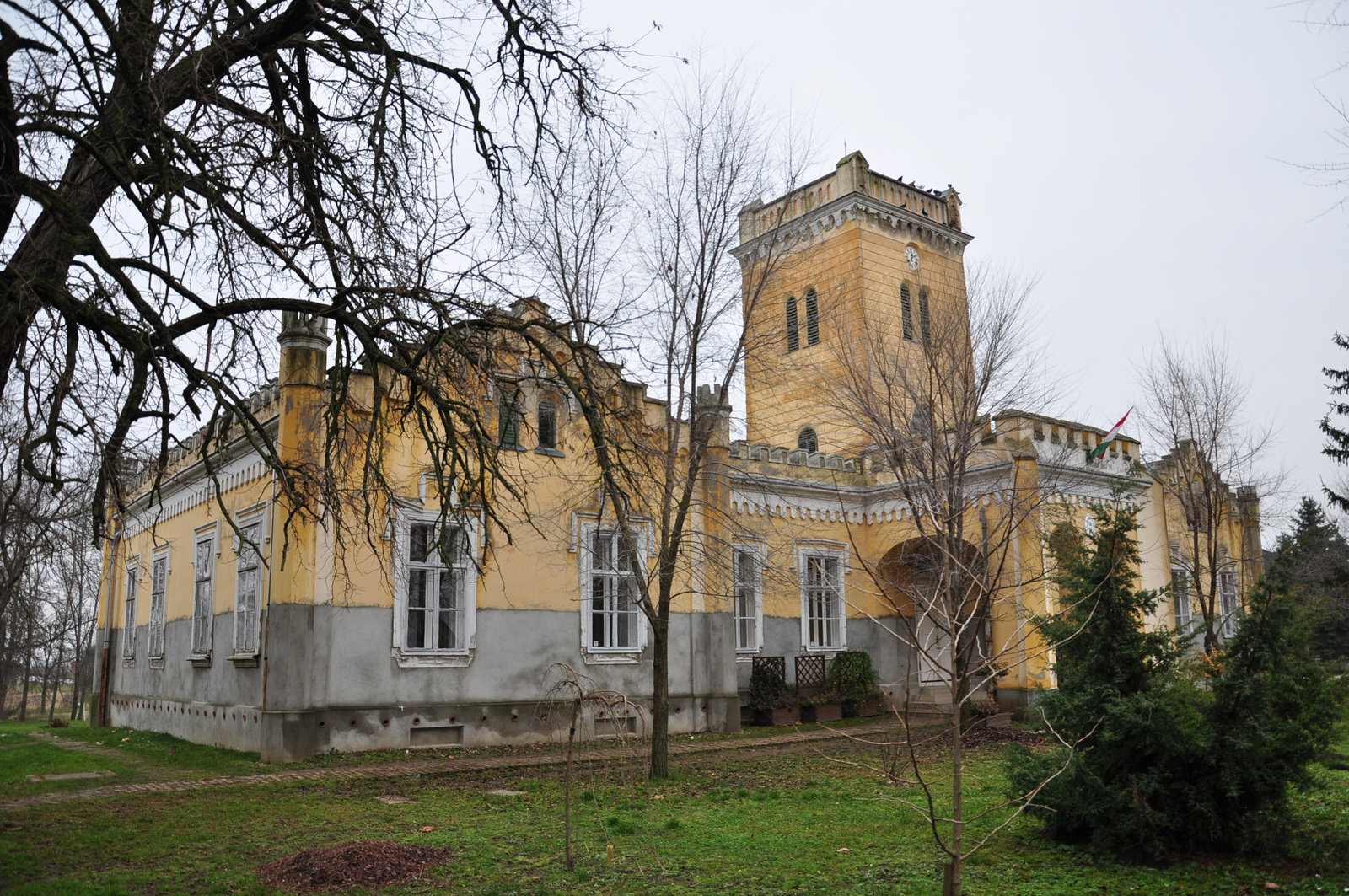
Rhédey-kastély, Zsáka

| Település             | Kastély                                     |
| --------------------- | ------------------------------------------- |
| Álmosd                | Kölcsey-kúria (emlékház)                    |
| Ártánd                | Hodossy-kastély                             |
| Ártánd                | Platthy-kúria                               |
| Bakonszeg             | Bessenyei-kúria (emlékház)                  |
| Bakonszeg             | Nadányi-Miskolczy-kúria                     |
| Debrecen-Pac          | Lenz-kastély                                |
| Esztár                | Erdődy-Szunyogh-kúria                       |
| Egyek                 | Gödény-kastély                              |
| Füstpuszta (Nagyrábé) | Füsti-kastély                               |
| Hosszúpályi           | Zichy-kastély                               |
| Komádi-Dobaipuszta    | Vécsey-kastély                              |
| Létavértes            | Lédig-kúria                                 |
| Létavértes            | Mendel-kúria                                |
| Létavértes            | Móricz-kastély                              |
| Nagykereki            | Bocskai-várkastély                          |
| Nagyrábé              | Des Echerolles-kastély                      |
| Nyírábrány            | Eördögh-kastély                             |
| Nyíracsád             | Vécsey-kúria                                |
| Szerep                | Kornis-kastély                              |
| Téglás                | Degenfeld-kastély                           |
| Tépe                  | Préposti-kastély                            |
| Tetétlen              | Zichy-kastély                               |
| Tiszacsege            | Nagymajori kastély vagy Vay-kastély (eladó) |
| Zsáka                 | Rhédey-kastély                              |

## Heves vármegye

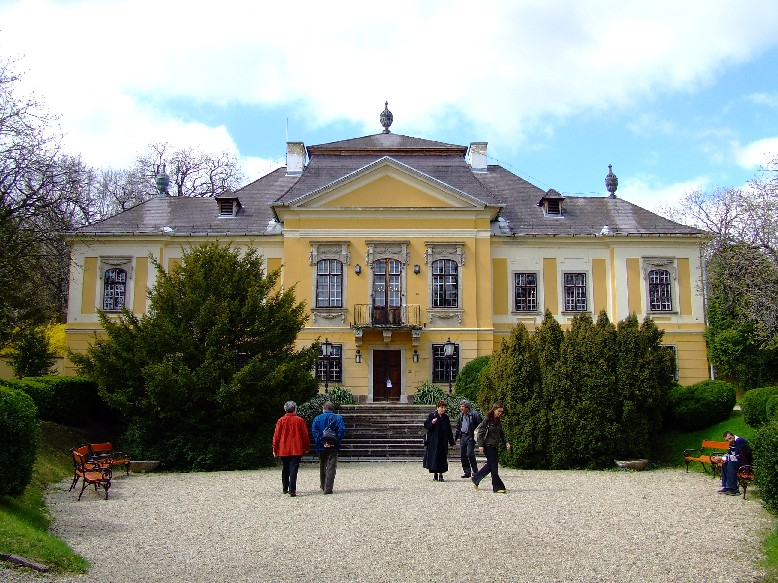
De La Motte-kastély, Noszvaj

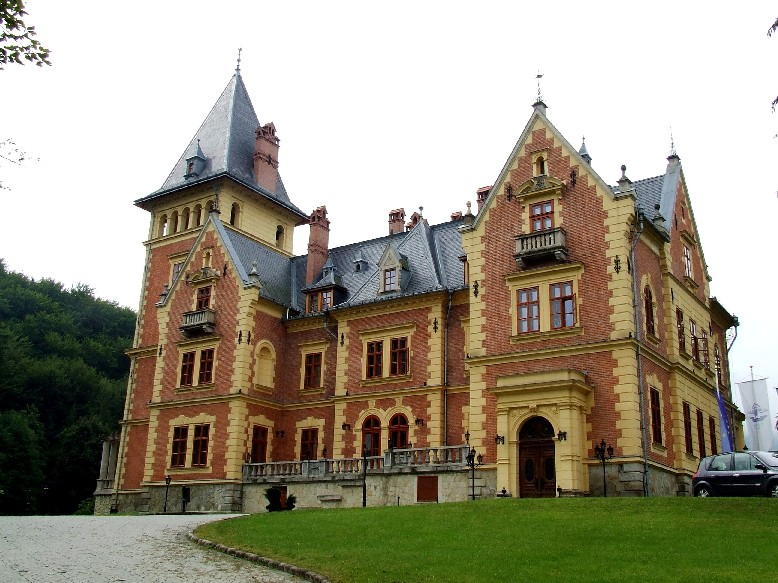
Károlyi-kastély, Parádsasvár

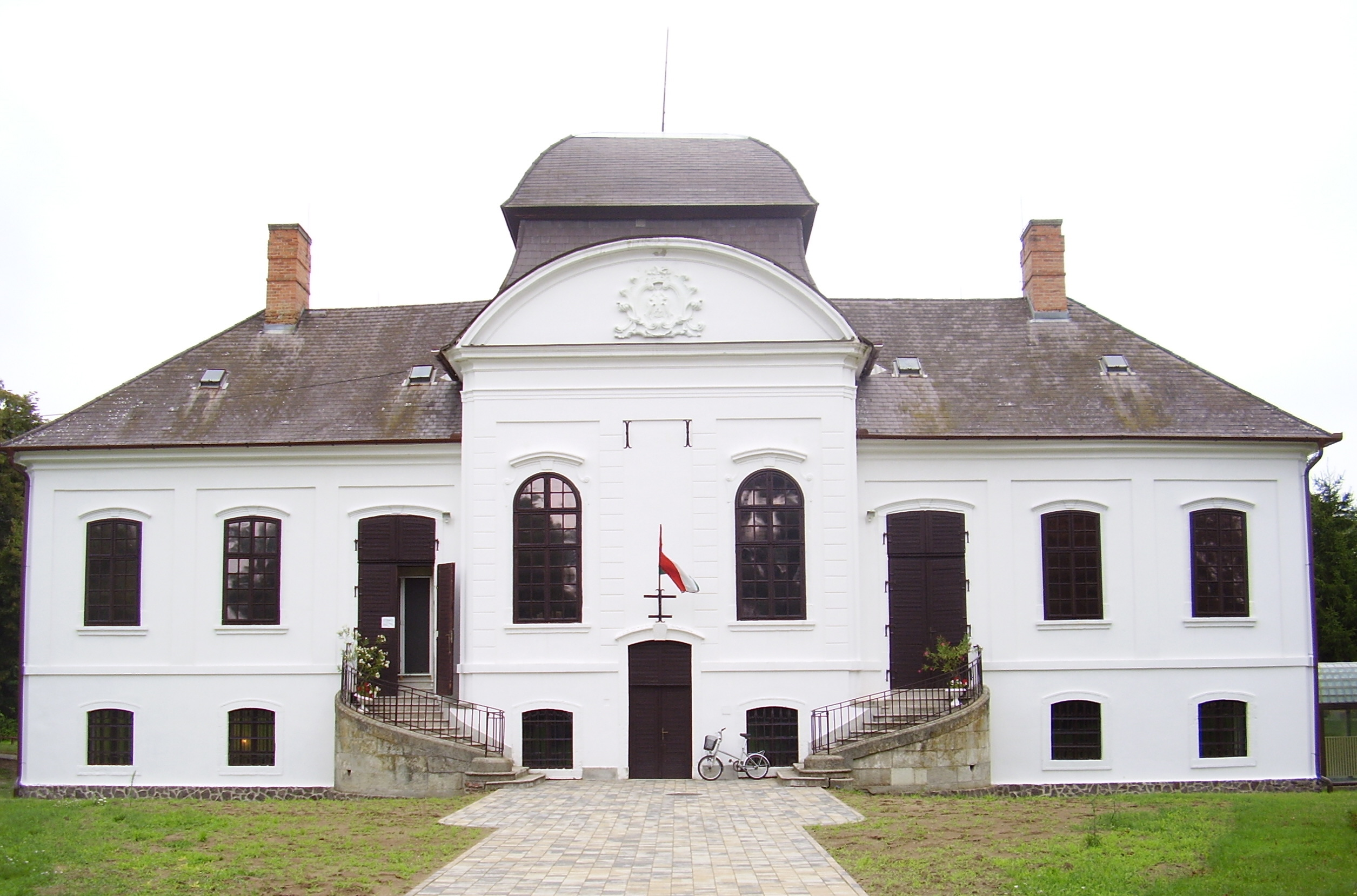
Almásy-kastély, Tarnaméra

| Település         | Kastély                                     |
| ----------------- | ------------------------------------------- |
| Andornaktálya     | Mocsáry-kastély                             |
| Boconád           | Szeleczky-kastély                           |
| Csány             | Szigeti-kastély                             |
| Detk              | Tarródy-Gosztonyi-kastély                   |
| Egercsehi         | Beniczky-kúria                              |
| Erdőtelek         | Butler-Kovács-kastély                       |
| Feldebrő          | Károlyi-kúria                               |
| Gyöngyös          | Orczy-kastély                               |
| Gyöngyös          | Haller-Berényi-Orczy-kastély                |
| Gyöngyöstarján    | Bory-kastély vagy Borhy-kastély             |
| Hatvan            | Grassalkovich-kastély                       |
| Heves             | Básty-Újfalussy-kastély                     |
| Heves             | Remenyik-kastély                            |
| Heves             | Halász-kastély                              |
| Hevesvezekény     | Szalgháry-kastély                           |
| Hevesvezekény     | Szinay-Vratarics-kúria                      |
| Ivád              | Ivády-kastély                               |
| Karácsond         | Csiszár-kastély                             |
| Kompolt           | Grassalkovich-kastély, majd Károlyi-kastély |
| Lőrinci-Selyp     | Schossberger-kastély                        |
| Mezőtárkány       | Mocsáry-kastély                             |
| Nagyréde          | Izsák (Isaak)-kastély                       |
| Nagyréde          | Brezovay-kastély                            |
| Nagyréde          | Fáy-kúria                                   |
| Noszvaj           | De la Motte-kastély (Almásy)                |
| Noszvaj           | Galassy-kastély                             |
| Parád-Parádfürdő  | Károlyi-kastély                             |
| Parádsasvár       | Károlyi-kastély                             |
| Pétervására       | Keglevich-kastély                           |
| Poroszló          | Graefl-kastély                              |
| Poroszló-Kétútköz | Graefl-kastély                              |
| Recsk             | Beniczky-kastély                            |
| Szilvásvárad      | Erdődy-Pallavicini-kastély                  |
| Szilvásvárad      | Wessely-kastély                             |
| Tarnaméra         | Almásy-kastély                              |

## Jász-Nagykun-Szolnok vármegye

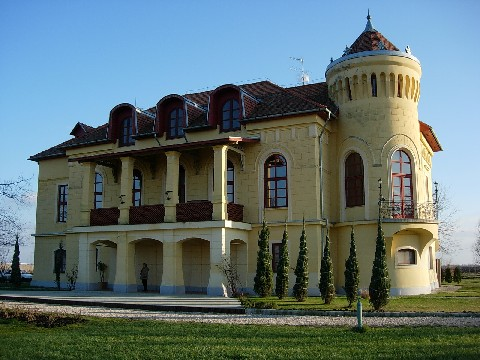
Almásy kastély, Kétpó

| Település        | Kastély                 |
| ---------------- | ----------------------- |
|                  |                         |
| Fegyvernek       | Bíró-kastély            |
| Fegyvernek       | Szapáry-Schwarz-kastély |
| Kenderes         | Halasy–Horthy-kastély   |
| Kétpó            | Almásy-kastély          |
| Mezőtúr          | Albrecht-kastély        |
| Tiszaroff        | Borbély-kúria           |
| Tomajmonostora   | Magyari-kastély         |
| Törökszentmiklós | Almásy-kastély          |
| Újszász          | Orczy-kastély           |

## Komárom-Esztergom vármegye

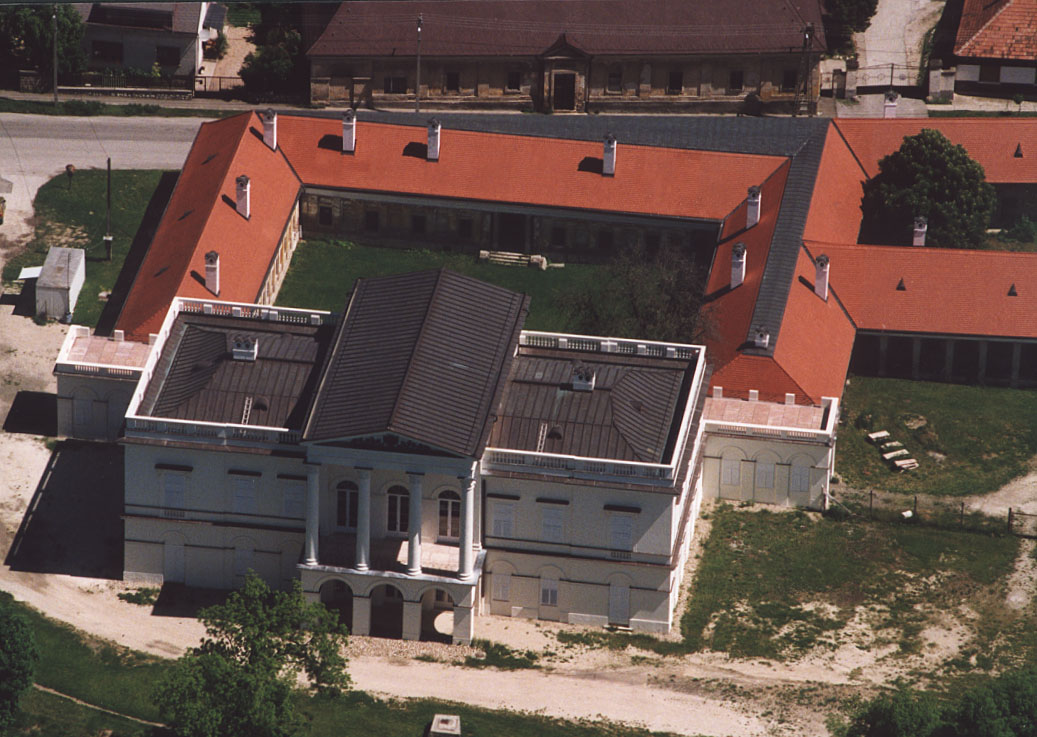
Bajna

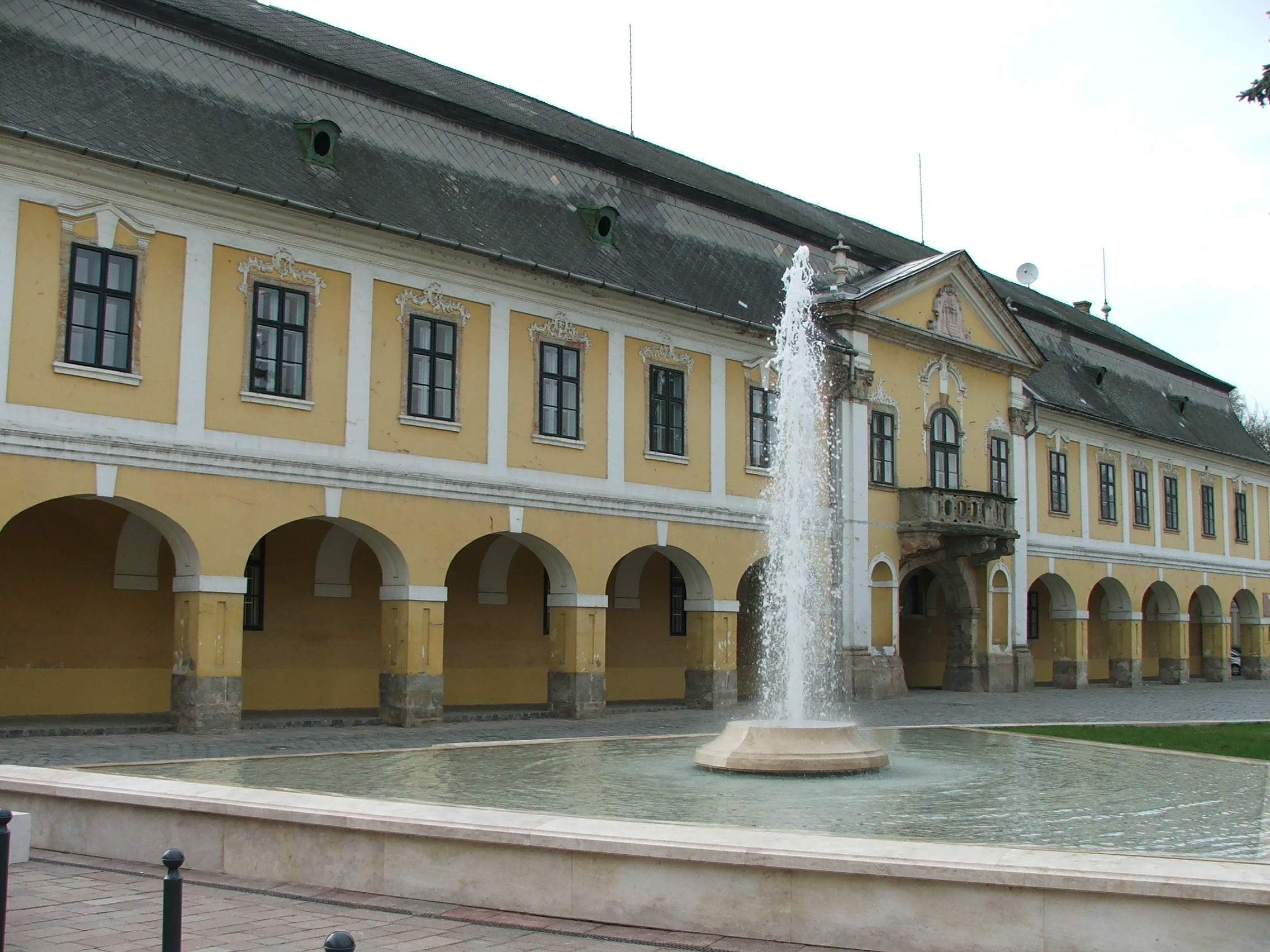
Esztergom

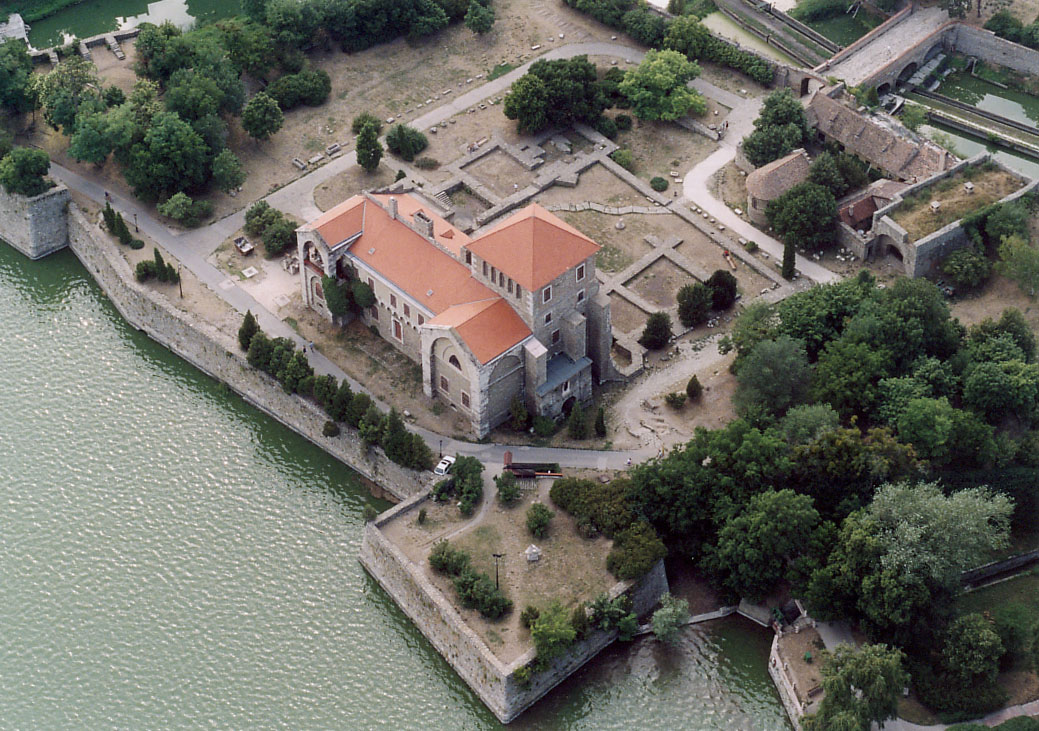
Tata

| Település         | Kastély                                                                             |
| ----------------- | ----------------------------------------------------------------------------------- |
| Ács               | Degenfeld-Schonburg-kastély, Esterházy–Liechtenstein–Zichy-kastély, Solymossy-kúria |
| Bábolna           | Szapáry-kastély, Hunkár-kastély                                                     |
| Bajna             | Sándor–Metternich-kastély                                                           |
| Bakonybánk        | Bezerédy-kúria, Hunkár-kúria, Stróbel-kastély                                       |
| Bakonysárkány     | Vértessy-kastély                                                                    |
| Bakonyszombathely | Esterházy-kastély                                                                   |
| Bársonyos         | Jékey-kastély                                                                       |
| Csép              | Balogh-kúria, Csapó-kúria, Micsky-kúria, Thaly-kúria                                |
| Dad               | Esterházy-kastély                                                                   |
| Dorog             | Schmidt-villa                                                                       |
| Gyermely          | Sándor-Metternich-vadászkastély                                                     |
| Esztergom         | Sándor-palota, Bottyán-palota, Prímási palota, Török-generálisház                   |
| Kerékteleki       | Hunkár-kastély, Madarász-kúria, Rakovszky-kúria                                     |
| Kisbér            | Batthyány-kastély, Török-kúria                                                      |
| Komárom           | Gyürky-kastély, Gyürky-kúria, Liptay-kúria                                          |
| Kömlőd            | Hugonnay-kastély, Perczel-kúria, Virágh-kúria                                       |
| Környe            | Konkoly-Thege-kastély, Konkoly-Thege-kúria, Posztóczky-kúria, Szokoly-kúria         |
| Lábatlan          | Reviczky-kúria                                                                      |
| Máriahalom        | Darányi-kúria                                                                       |
| Mocsa             | Vaszary Kolos-kúria                                                                 |
| Mogyorósbánya     | Brzarar-kastély                                                                     |
| Nagyigmánd        | Ghyczy-kastély, Melkovics-kúria, Thaly-kúria, Bóday-kúria                           |
| Naszály           | Balogh–Esterházy-kastély                                                            |
| Oroszlány         | Esterházy-vadászkastély                                                             |
| Pilismarót        | Heckenast-kastély                                                                   |
| Réde              | Esterházy-kastély                                                                   |
| Süttő             | Reviczky-kastély, Demény-kúria                                                      |
| Szomor            | Vásárhelyi-kúria                                                                    |
| Tarján            | Hohenlóhe-kastély                                                                   |
| Tata              | Esterházy-kastély                                                                   |
| Tát               | Eggenhoffer-kúria                                                                   |
| Úny               | Bozay-kúria, Chlebovits-kúria, Valovits-kúria                                       |

## Nógrád vármegye

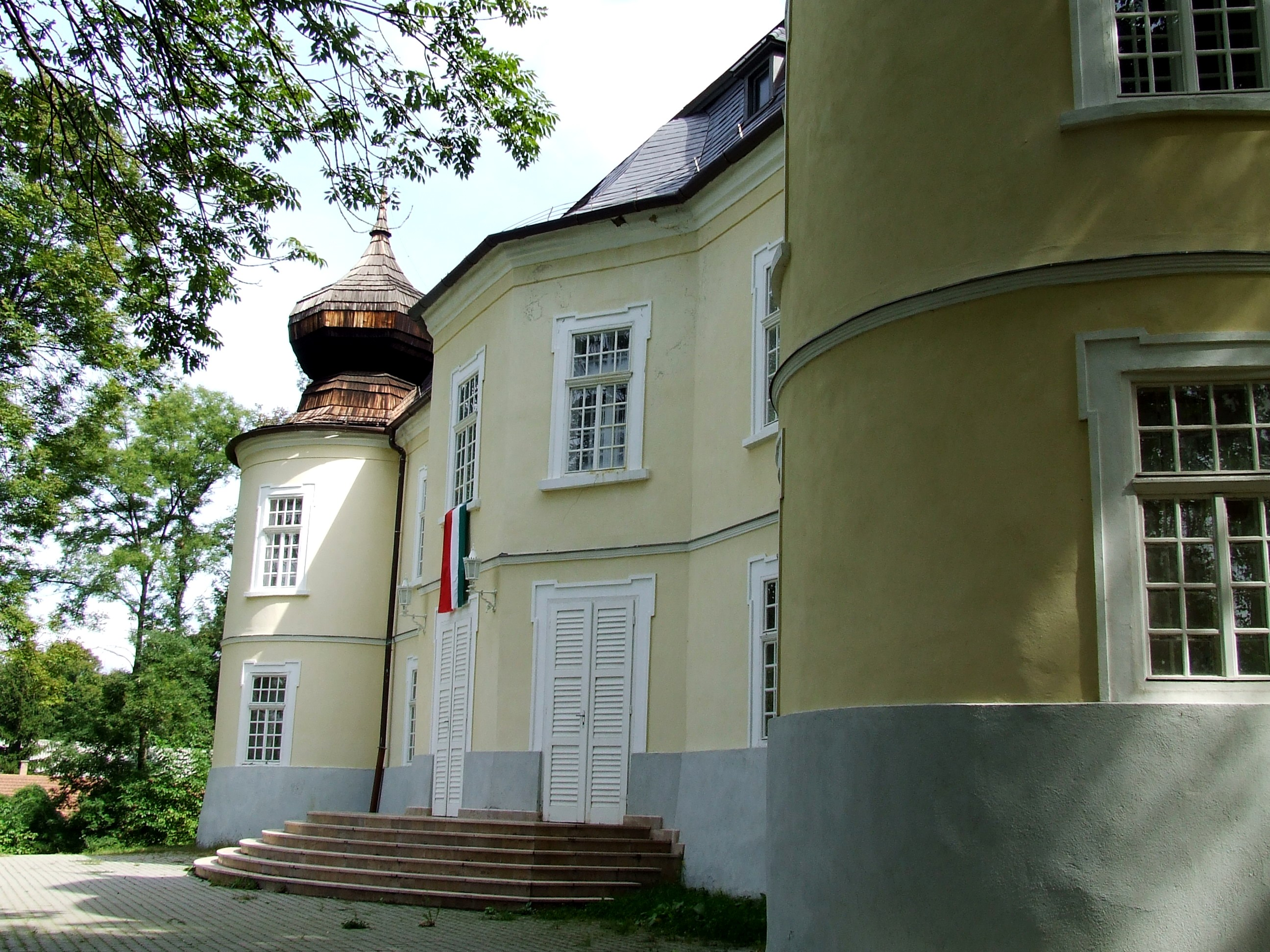
Gyürky-Solymossy kastély, Bátonyterenye

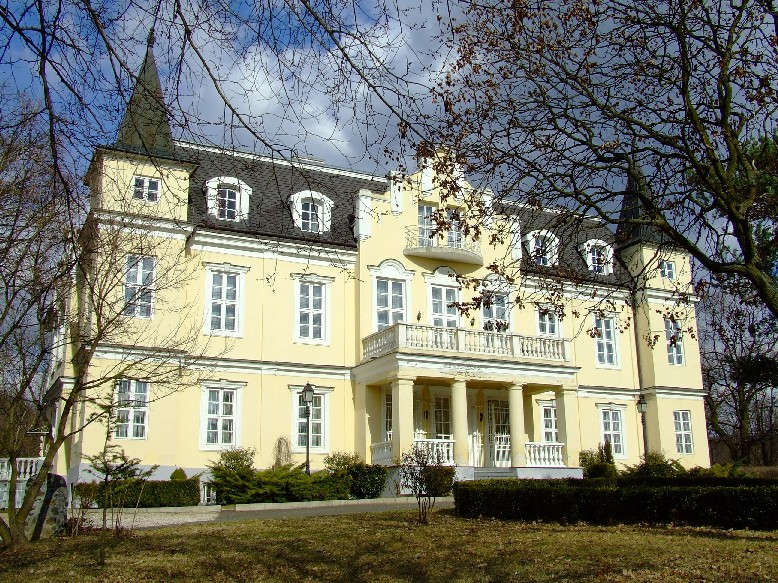
Kállay kastély, Bercel

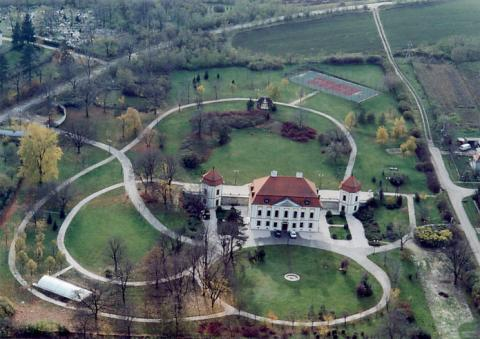
Szent-Miklóssy-Kubinyi kastély, Erdőtarcsa

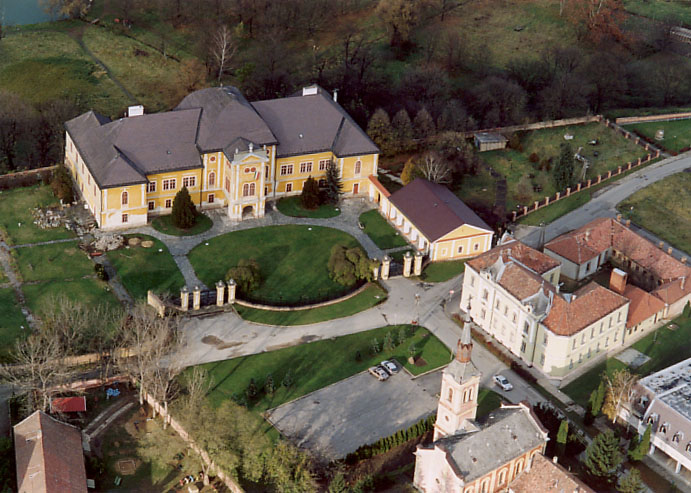
Forgách-kastély, Szécsény

| Település                | Kastély                                   |
| ------------------------ | ----------------------------------------- |
| Alsópetény               | Prónay-kastély                            |
| Alsópetény               | Andreanszky-kastély                       |
| Bátonyterenye-Kisterenye | Gyürky–Solymossy-kastély                  |
| Bercel                   | Balog–Schönaigner-kastély                 |
| Bercel                   | Bene–Teichmann-kastély                    |
| Bercel                   | Kállay-kastély                            |
| Cserhátsurány            | Jánossy-kastély                           |
| Cserhátsurány            | Simonyi-kastély                           |
| Csesztve                 | Majthényi-kastély                         |
| Csécse                   | Keglevich-kastély                         |
| Csitár                   | Majláth-kastély                           |
| Erdőkürt                 | Wilczek-kastély                           |
| Erdőtarcsa               | Szentmiklóssy–Kubinyi-kastély (1750-1770) |
| Erdőtarcsa               | Végh-kúria                                |
| Erdőtarcsa               | Kubinyi-Márkus-kúria                      |
| Felsőpetény              | Almássy-kastély                           |
| Horpács                  | Mikszáth-kúria                            |
| Horpács                  | Szontágh-kúria                            |
| Karancsság               | Kubinyi-Prónay-kastély                    |
| Keszeg                   | Huszár-Purgly-kastély                     |
| Legénd                   | Káldy-kastély                             |
| Legénd                   | Nyáry-kastély                             |
| Magyarnándor             | Buttler-kastély                           |
| Mohora                   | Zichy-Vay-kastély                         |
| Mohora                   | Mauks-kúria                               |
| Nézsa                    | Reviczky-kastély                          |
| Nagyoroszi               | Wenckheim-vadászkastély                   |
| Nagyoroszi               | Stahrenberg-Berchtold-kastély             |
| Patvarc                  | Majláth-kastély                           |
| Romhány                  | Laszkári-kúria                            |
| Romhány                  | Prónay-kastély                            |
| Ságújfalu                | Kubinyi-Prónay-kastély                    |
| Szécsény                 | Benczúr-kastély                           |
| Szécsény                 | Forgách-kastély (1737-1753)               |
| Szirák                   | Teleki-Degenfeld-kastély (1748)           |
| Szügy                    | Simonyi-kastély                           |
| Tereske                  | Huszár-kastély                            |
| Tereske                  | Frideczky-kúria                           |
| Tolmács                  | Szentiványi-kastély                       |

## Pest vármegye

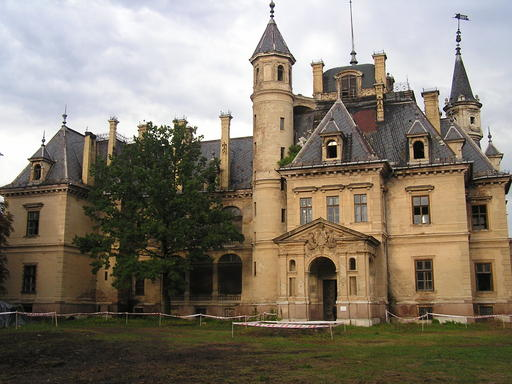
A turai kastély

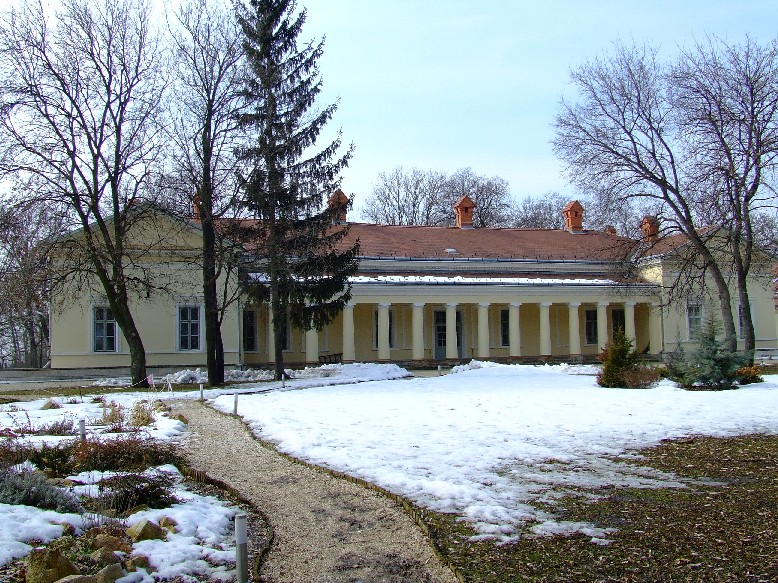
Podmaninczky kastély, Verseg

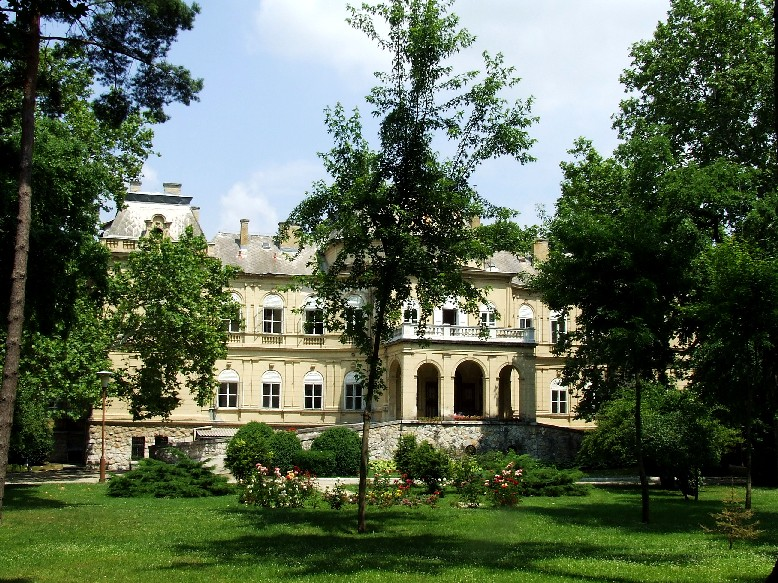
Andrássy kastély, Tóalmás

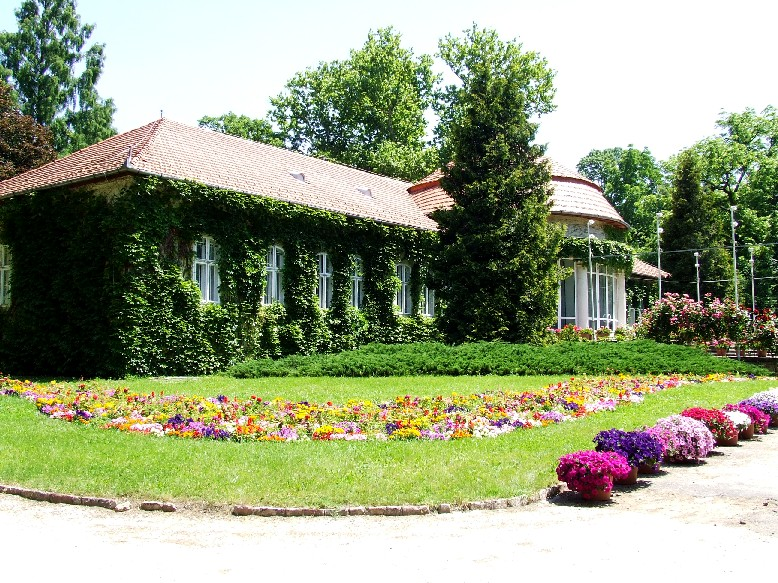
Vigyázó kastély, Vácrátót

| Település       | Kastély |
| --------------- | --- |
| Abony           | Régi Vigyázó-kastély                                                                                                   |
| Abony           | Harkányi-kastély |
| Abony           | Kostyán-kúria, Lavatka-kúria, Szapáry-kúria, Kisvigyázó-kastély, Vigyázó-kúria, Ajtay-kúria, Sivó-kúria, Teszáry-kúria |
| Acsa            | Prónay-kastély (eladó) (1775)                                                                                          |
| Acsaújlak       | Újlaki kastély |
| Albertirsa      | Szeleczky-Szapáry-kastély                                                                                              |
| Aszód           | Podmaniczky-kastély |
| Aszód           | Podmaniczky-Széchenyi-kastély (eladó)                                                                                  |
| Bernecebaráti   | Huszár-kastély |
| Bernecebaráti   | Szokoly-kastély |
| Biatorbágy      | Sándor-Metternich-kastély                                                                                              |
| Biatorbágy      | Szily-kastély, majd Fáy-kastély                                                                                        |
| Bugyi           | Forster-kastély (Vadászkastély)                                                                                        |
| Bugyi           | Beleznay-kastély |
| Csobánka        | Margitligeti kastély                                                                                                   |
| Érd             | Kutyavár (Vadászkastély)                                                                                               |
| Érd             | Sina-kastély |
| Fót             | Károlyi-kastély |
| Galgagyörk      | Ibrányi-kastély |
| Galgagyörk      | Kálnoky-Bedő-kúria |
| Galgagyörk      | Tahy-kúria |
| Gomba           | Bárczay-kastély |
| Gomba           | Patay-kastély |
| Gomba           | Perczel-kúria |
| Gomba           | Scitovszky-kúria |
| Gödöllő         | Grassalkovich-kastély                                                                                                  |
| Gödöllő         | Hamvay-kúria |
| Gyömrő          | Teleki-kastély |
| Halásztelek     | Malonyai-kastély |
| Inárcs          | Bodrogi-kúria |
| Maglód          | Wodianer-kastély |
| Nagykáta        | Keglevich-kastély |
| Nagykovácsi     | Teleki–Tisza-kastély                                                                                                   |
| Ócsa            | Dedinszky-kastély |
| Örkény          | Pálóczy–Horváth-kastély                                                                                                |
| Páty            | Várady-kastély |
| Pécel           | Ráday-kastély (1722-1730)                                                                                              |
| Pécel           | Fáy-kastély |
| Pilis           | Beleznay–Gubányi-kastély                                                                                               |
| Pilis           | Beleznay–Nyáry-kastély                                                                                                 |
| Pilisszántó     | Orosdy-kastély |
| Pomáz           | Teleki–Wattay-kastély                                                                                                  |
| Pusztazámor     | Barcza-kastély |
| Ráckeve         | Savoyai-kastély (1722)                                                                                                 |
| Rád             | Muslay-kastély |
| Sülysáp         | Grassalkovich-vadászlak                                                                                                |
| Sülysáp         | Sőtér-kastély |
| Szentmártonkáta | Prónay–Dessewfy-kastély                                                                                                |
| Szob            | Luczenbacher-kastély                                                                                                   |
| Szob            | Gregersen-kastély |
| Tésa            | Foglár-kastély |
| Tóalmás         | Andrássy-kastély |
| Törökbálint     | Majláth-kastély |
| Törökbálint     | Walla-kastély |
| Tura            | Schossberger-kastély                                                                                                   |
| Váchartyán      | Gosztonyi-kastély |
| Váchartyán      | Rudnay-kastély |
| Vácrátót        | Vigyázó-kastély |
| Vámosmikola     | Huszár-kastély |
| Verőce          | Migazzi-kastély |
| Verseg          | Podmaniczky-kastély |
| Visegrád        | Pálfy-kastély |
| Zebegény        | Dőry-kastély |
| Zsámbék         | Zsámbéki várkastély |

## Somogy vármegye

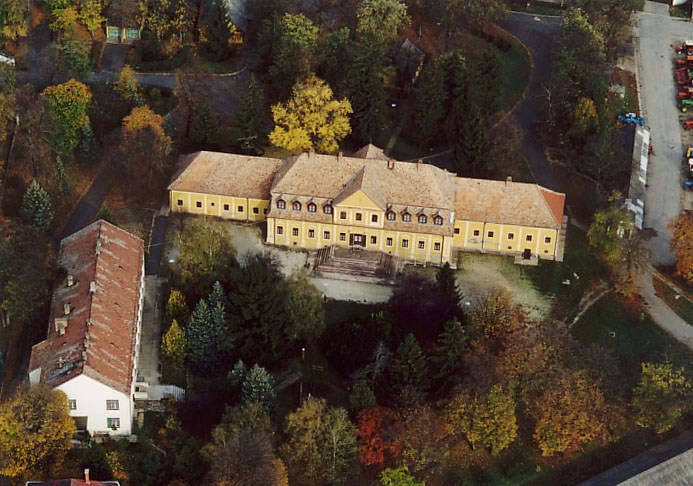
Ádánd, Csapody-kastély

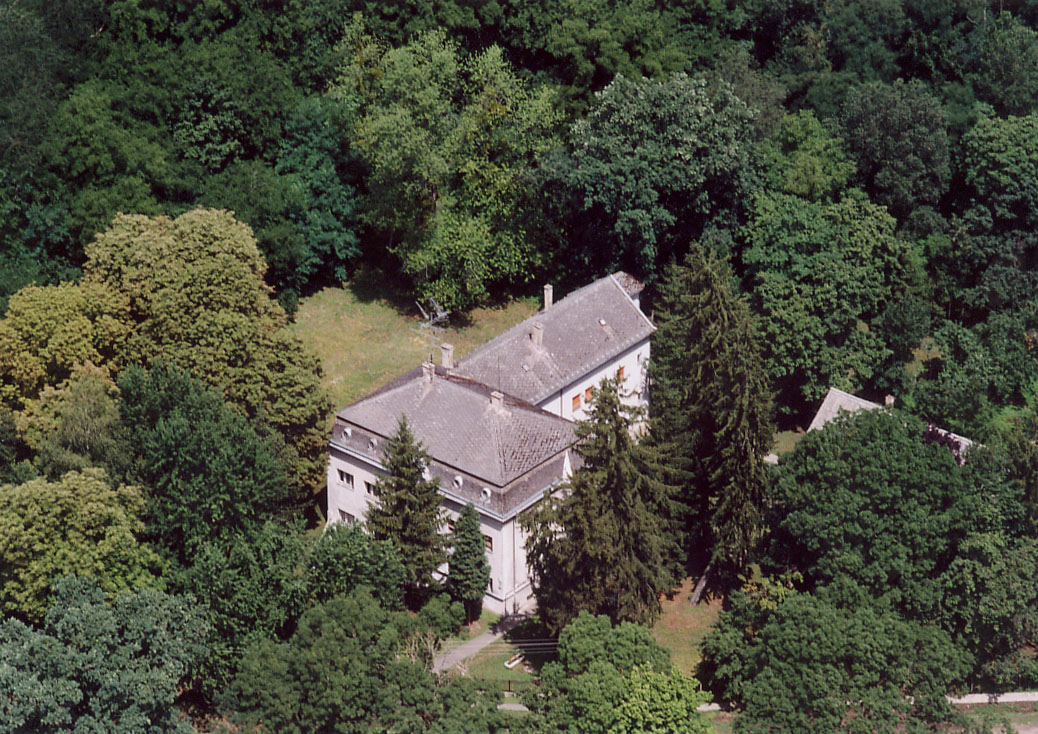
Babócsa, Somssich-kastély

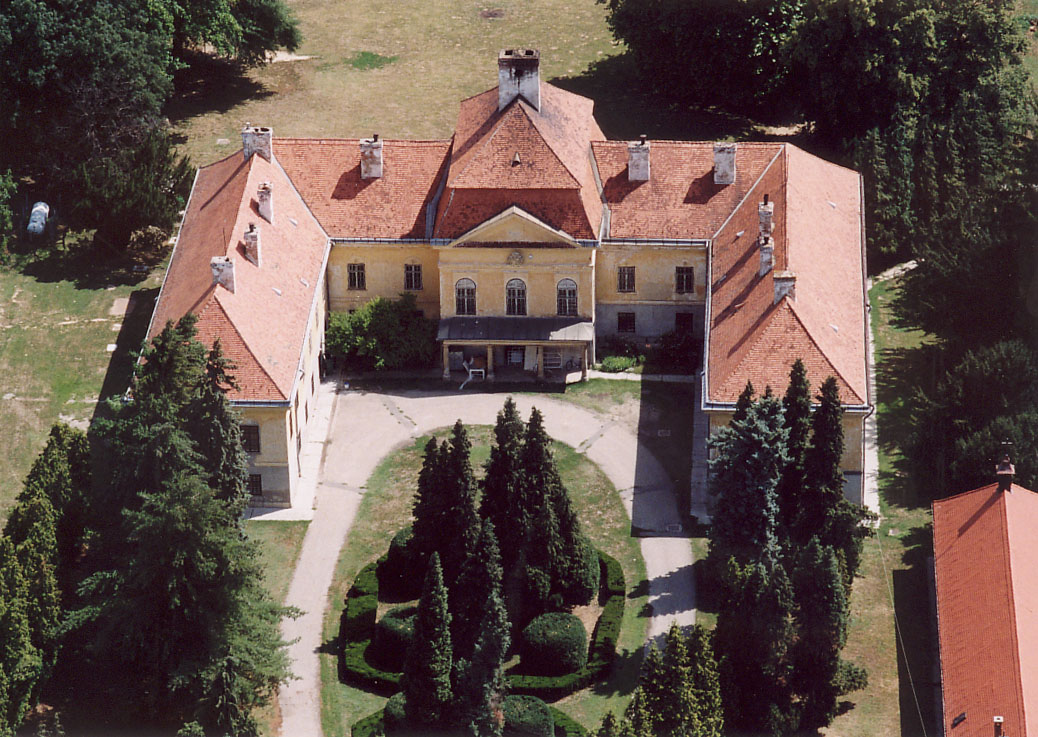
Iharosberény, Inkey-kastély

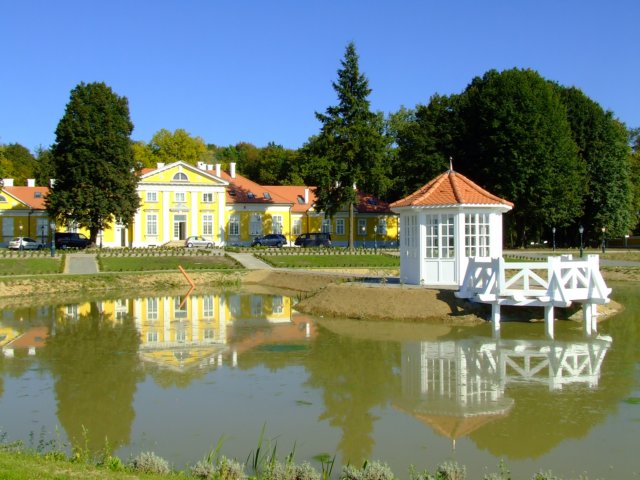
Hertelendy kastély – Kutas-Kozmaposzta

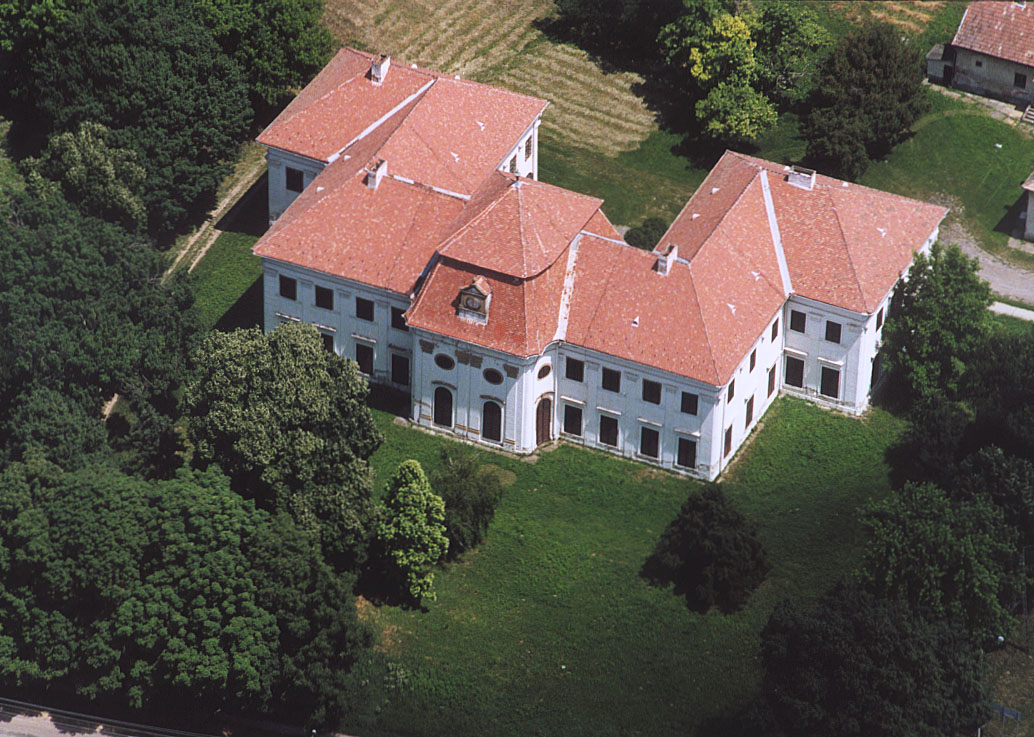
Nagyberki, Vigyázó-kastély

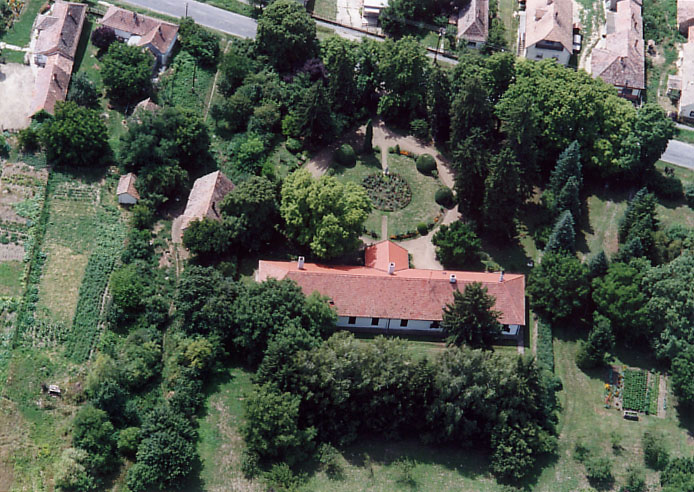
Nikla, Berzsenyi-kúria

| Település                   | Kastély                                                               |
| --------------------------- | --------------------------------------------------------------------- |
| Alsóbogát                   | Festetics-kastély                                                     |
| Alsóbogát                   | Festetics–Inkey-kastély                                               |
| Ádánd                       | Csapody-kastély                                                       |
| Babócsa                     | Somssich-kastély                                                      |
| Balatonkeresztúr            | Festetics-kastély                                                     |
| Balatonszemes               | Hunyady-kastély                                                       |
| Baté                        | Gaál-kastély                                                          |
| Bárdudvarnok                | Goszthony-kúria                                                       |
| Berzence                    | Festetics-kastély                                                     |
| Balatonboglár               | Bárány-kúria                                                          |
| Balatonboglár               | Ágoston-Madách-kastély                                                |
| Balatonlelle                | Szalay-kúria                                                          |
| Balatonlelle                | Jankovics-kúria                                                       |
| Barcs-Somogytarnóca         | Széchenyi-kastély                                                     |
| Bolhás                      | Tallián-kúria                                                         |
| Böhönye                     | Festetics-kastély                                                     |
| Büssü                       | Pongrácz-kúria                                                        |
| Csokonyavisonta             | Széchenyi-kastély                                                     |
| Csombárd                    | Pongrácz-kúria, Blaskovits-kúria                                      |
| Csurgó                      | Meller-kastély                                                        |
| Felsőmocsolád               | Pongrácz-kúria                                                        |
| Felsőmocsolád               | Kacskovics–Bánó-kastély                                               |
| Fonó                        | Festetics-kastély                                                     |
| Fonyód                      | Boros-kastély                                                         |
| Gálosfa                     | Festetics-kastély                                                     |
| Görgeteg (Rinyatamási)      | Széchenyi-kastély                                                     |
| Gyugy                       | Kacskovics-kastély                                                    |
| Hencse                      | Márffy-kúria                                                          |
| Hetes                       | Somssich-kastély                                                      |
| Homokszentgyörgy            | Széchenyi-kastély                                                     |
| Iharosberény                | Inkey-kastély                                                         |
| Inke                        | Inkei kúria                                                           |
| Kadarkút-Vótapuszta         | Vótapusztai kastély                                                   |
| Kaposújlak-Szarkavár        | Somssich-kastély                                                      |
| Kaposvár-Toponár            | Festetics-kastély                                                     |
| Kastélyosdombó              | Dráva-kastély                                                         |
| Kercseliget                 | Maár-kastély                                                          |
| Kéthely                     | Hunyady-kastély                                                       |
| Kisasszond                  | Sárközy-kúria                                                         |
| Kisgyalán                   | Festetics-kastély                                                     |
| Kötcse                      | Bíró-kúria, Kazay-kúria, Keserű-kúria, Antall-kúria, Csepinszky-kúria |
| Kőröshegy                   | Széchenyi-kúria                                                       |
| Kutas – Kozmapuszta         | Hertelendy-kastély                                                    |
| Lad                         | Hoyos-kastély                                                         |
| Lengyeltóti                 | Zichy-kastély                                                         |
| Magyaratád-Tátompuszta      | Kacskovics-kastély                                                    |
| Marcali                     | Széchenyi-kastély                                                     |
| Mike                        | Somssich-kastély                                                      |
| Mosdós                      | Pallavicini-kastély                                                   |
| Mernye                      | Piarista Jószágkormányzósági-kastély                                  |
| Nágocs                      | Zichy-kastély                                                         |
| Nagyatád                    | Mándy-kastély                                                         |
| Nagybajom                   | Sárközy-kúria                                                         |
| Nagyberki                   | Vigyázó-kastély                                                       |
| Nikla                       | Berzsenyi-kúria                                                       |
| Osztopán                    | Tallián-kastély                                                       |
| Öreglak                     | Jankovics-kúria                                                       |
| Ötvöskónyi                  | Czindery-kastély                                                      |
| Patalom                     | Gyulai Gaál-kastély                                                   |
| Pusztakovácsi               | Márffy-kúria                                                          |
| Pusztakovácsi               | Bogyay-kastély                                                        |
| Pusztakovácsi               | Maár-kastély                                                          |
| Segesd                      | Széchenyi-kastély                                                     |
| Somogybabod                 | Inkey-kastély (Somogybabod)                                           |
| Somogygeszti                | Jankovics-kúria más néven: Jankovich–Bésán-kastély                    |
| Somogyfajsz                 | Kund-kastély                                                          |
| Somogysárd                  | Somssich-kastély                                                      |
| Somogytúr                   | Bosnyák-kúria, Inkey-kúria                                            |
| Somogyvár                   | Széchenyi-kastély                                                     |
| Somogyzsitfa-Szőcsénypuszta | Véssey-kastély                                                        |
| Szabás                      | Fekete-kastély                                                        |
| Szabás                      | Tallián-kastély                                                       |
| Szabás                      | Tallián-kúria                                                         |
| Szentgáloskér               | Kladnigg-kúria                                                        |
| Szőlősgyörök                | Jankovics-kúria                                                       |
| Szőlőskislak                | Gaál-kastély                                                          |
| Tab                         | Welsersheim-kastély                                                   |
| Varászló                    | Boronkay-kúria                                                        |
| Várda                       | Somssich-kastély                                                      |
| Vése                        | Hencz-kastély                                                         |
| Visz                        | Jankovics-kastély                                                     |
| Vízvár                      | Festetics-kastély                                                     |
| Vörs                        | Festetics-kastély                                                     |
| Zákányfalu                  | Zichy-kastély                                                         |
| Zala                        | Zichy-kúria                                                           |

## Szabolcs-Szatmár-Bereg vármegye

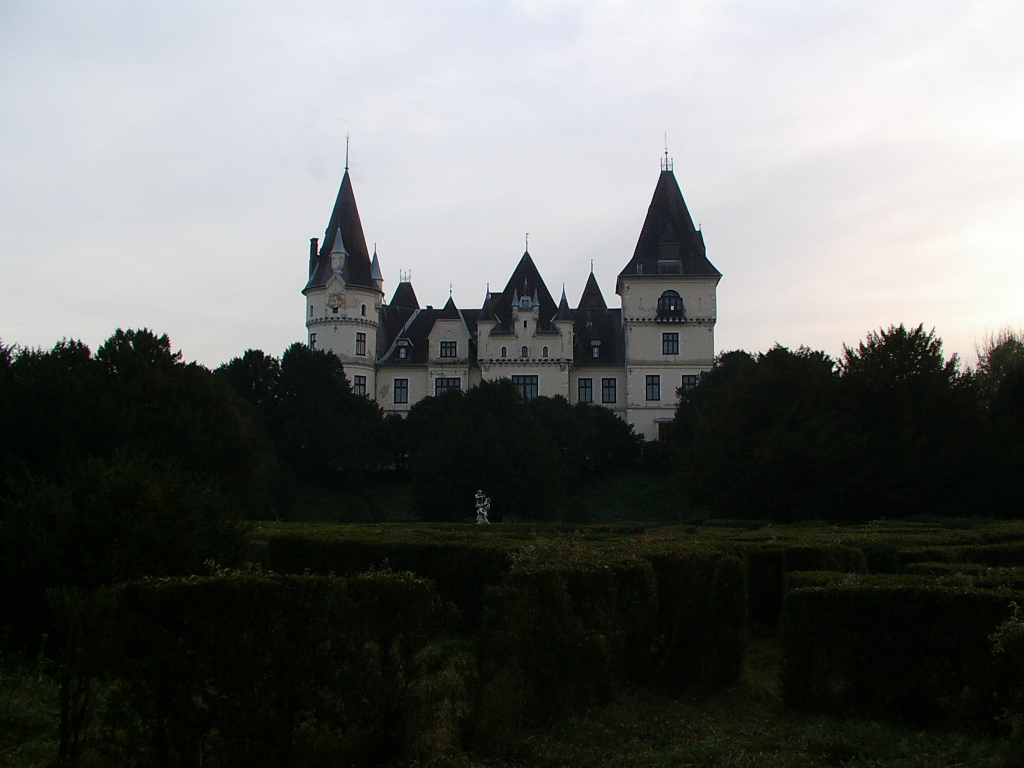
Tiszadob, Andrássy-kastély

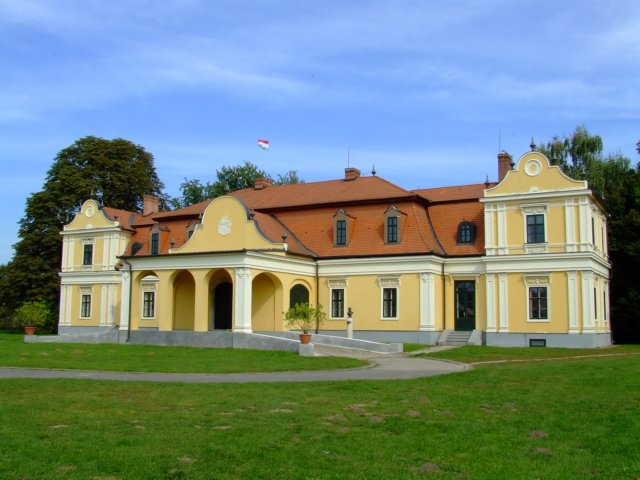
Tuzsér, Lónyay-kastély

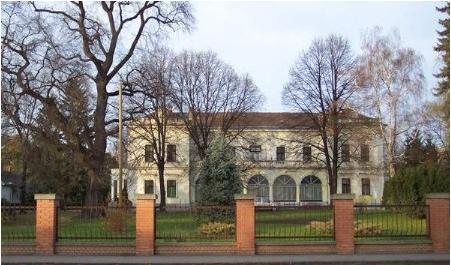
Balkány, Gencsy-kastély

| Település       | Kastély                                                  |
| --------------- | -------------------------------------------------------- |
| Aranyosapáti    | Újhelyi-kastély                                          |
| Baktalórántháza | Degenfeld-kastély                                        |
| Balkány         | Gencsy-kastély                                           |
| Beregsurány     | Bay-kastély                                              |
| Beregsurány     | Károlyi-kastély                                          |
| Berkesz         | Vay-kastély                                              |
| Biri            | Kállay-kastély                                           |
| Cégénydányád    | Kende-kastély                                            |
| Gávavencsellő   | Dessewffy-kastély                                        |
| Jánkmajtis      | Válly-kastély                                            |
| Kállósemjén     | Kállay-kúria                                             |
| Kocsord         | Tisza-kastély                                            |
| Komlódtótfalu   | Becsky-kúria                                             |
| Kölcse          | Medve-kastély                                            |
| Mándok          | Forgách-kastély                                          |
| Nagyar          | Luby-kastély                                             |
| Nagydobos       | Perényi-kastély                                          |
| Nyíribrony      | Jármy-Jordán-kastély                                     |
| Nyírtelek       | Dessewffy-kastély                                        |
| Szamosangyalos  | Domahidy-kastély                                         |
| Székely         | Orosz-kastély                                            |
| Tiszadada       | Patay-kastély                                            |
| Tiszadada       | Zathureczky-kastély                                      |
| Tiszadob        | Andrássy Aladár-kastély (Ókenézi-kastély, vadászkastély) |
| Tiszadob        | Andrássy-kastély                                         |
| Tiszadob        | Boldogfai Farkas–Lenz-kúria                              |
| Tiszavasvári    | Dessewffy-kastély                                        |
| Tiszavasvári    | Kornis-kastély (Dogály-kúria)                            |
| Tuzsér          | Lónyay-kastély                                           |
| Vaja            | Vay-kastély                                              |
| Vásárosnamény   | Tomcsányi-kastély                                        |
| Vásárosnamény   | Eötvös-kúria                                             |
| Záhony          | Odescalchi-kastély                                       |

## Tolna vármegye

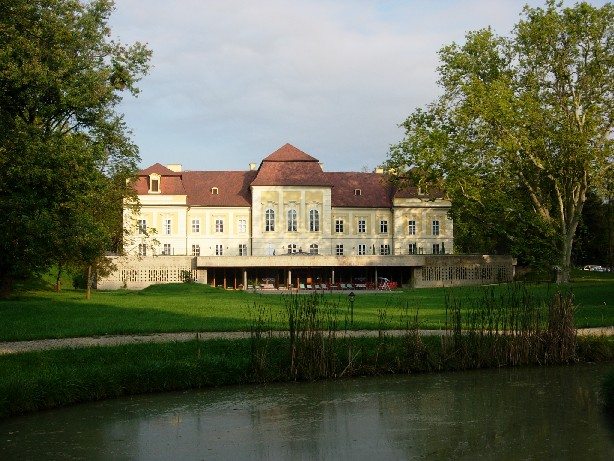
Apponyi-kastély, Hőgyész

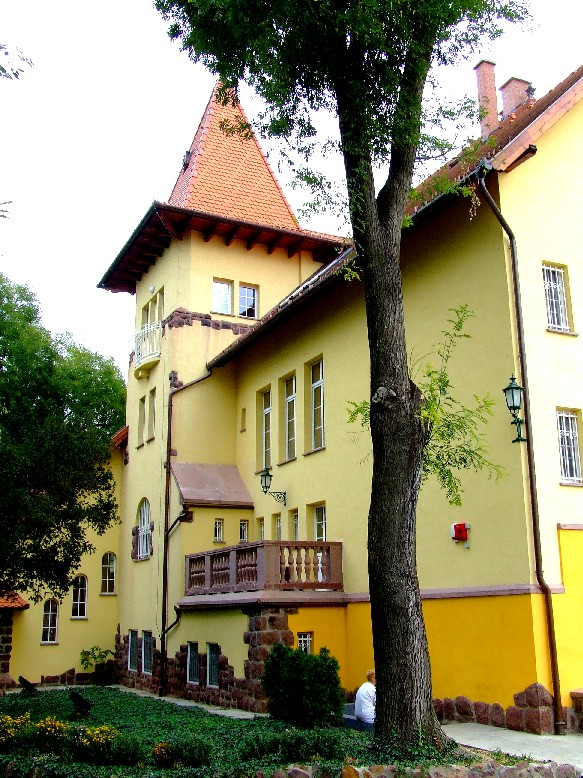
Fried-kastély, Simontornya

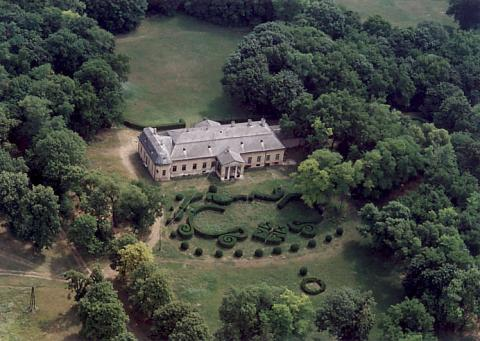
Csapó-kúria, Tengelic

| Település                | Kastély                          |
| ------------------------ | -------------------------------- |
| Bonyhád                  | Gencsy-kastély (Perczel-kastély) |
| Bölcske                  | Szakáts-kastély                  |
| Bölcske                  | Hanzely-kastély                  |
| Fácánkert                | Kunffy-kastély                   |
| Hőgyész                  | Apponyi-kastély                  |
| Hőgyész                  | Lichtenstein-kastély             |
| Iregszemcse              | Viczay-Kornfeld-kastély          |
| Kajdacs                  | Sztankovánszky-kastély           |
| Kisdorog                 | Dőry-kastély                     |
| Kölesd                   | Jeszenszky-kastély               |
| Kölesd-Felsőhídvég       | Bárány-kastély                   |
| Lengyel                  | Apponyi-kastély                  |
| Medina                   | Apponyi-kastély                  |
| Nagydorog                | Széchenyi-kastély                |
| Pálfa-Felsőrácegres      | Apponyi-kastély                  |
| Pusztahencse-Gőzsypuszta | Gőzsy-kastély                    |
| Simontornya              | Fried-kastély                    |
| Szedres                  | Balogh-kastély                   |
| Szedres                  | Bezerédj-kastély                 |
| Tamási                   | Esterházy-vadászkastély          |
| Tengelic                 | Jeszenszky-kastély               |
| Tengelic                 | Gindly-Benyovszky-kastély        |
| Tengelic                 | Schell-kastély                   |
| Tengelic                 | Bernrieder-kastély               |
| Tengelic                 | Csapó-kúria                      |
| Tolna                    | Festetics-kastély                |
| Zomba                    | Spitzer-kastély                  |
| Zomba-Szentgál-szőlőhegy | Szent Gaál-kastély               |
| Zomba-Paradicsompuszta   | Dőry-kastély                     |

## Vas vármegye

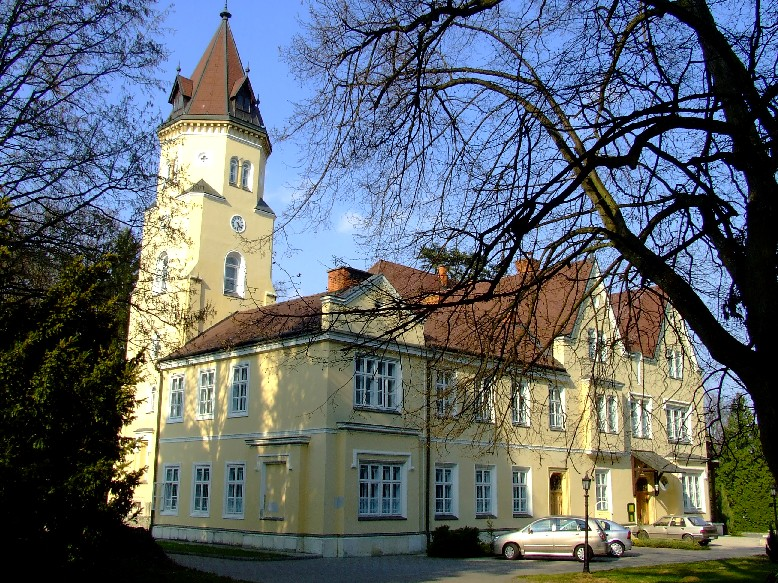
Festetich-kastély, Szeleste

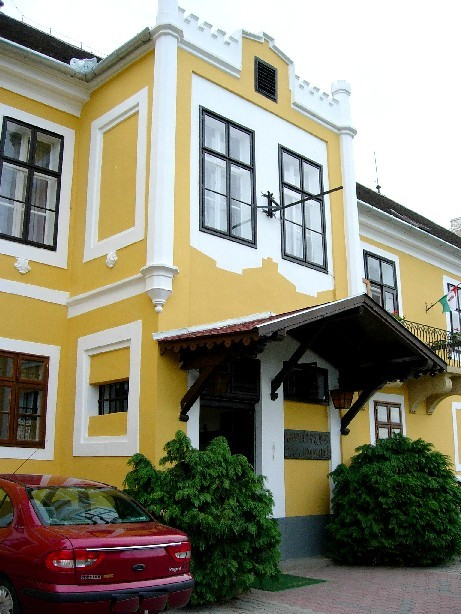
Felsőbüki-Nagy-kastély, Sitke

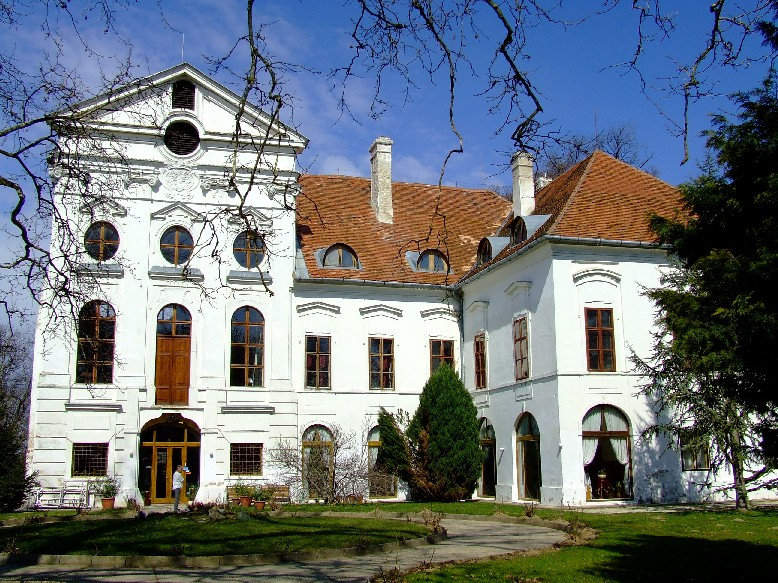
Ó-Ebergényi-kastély, Vasszécseny

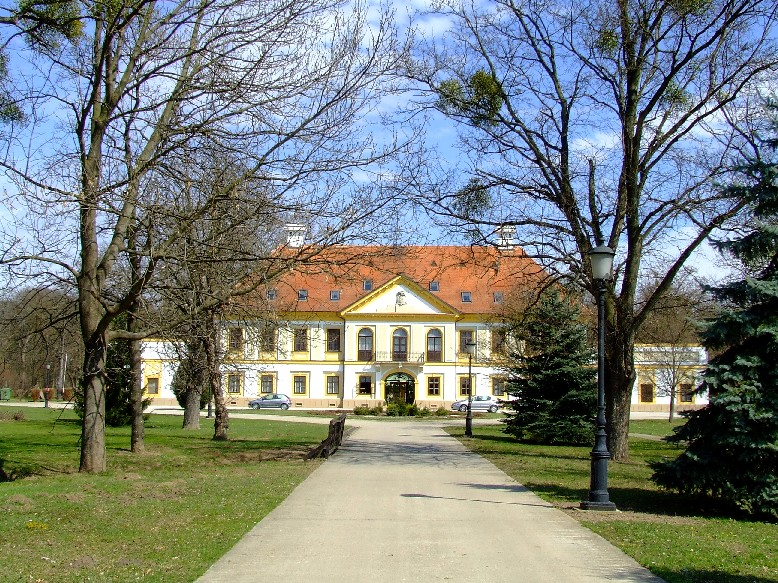
Új-Ebergényi-kastély, Vasszécseny

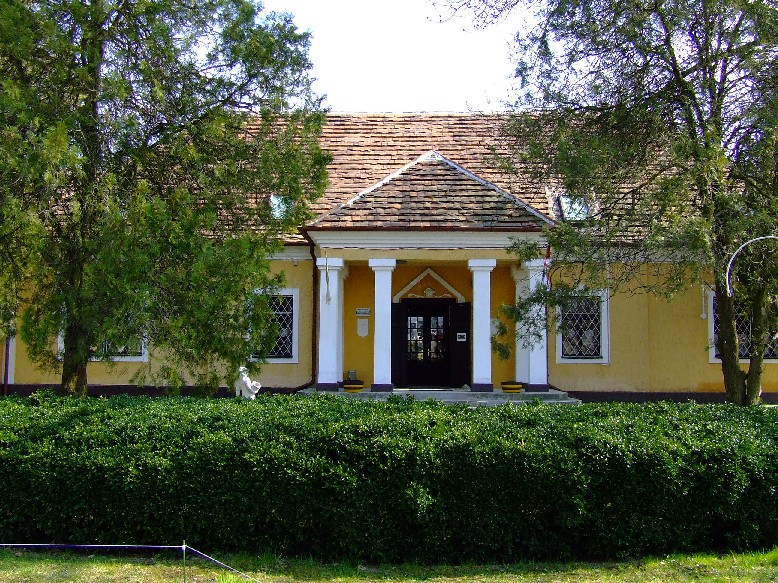
Maróthy-kastély-kúria, Zsédeny

| Település          | Kastély                                     |      |
| ------------------ | ------------------------------------------- | ---- |
| Acsád              | Szegedy-kastély                             |      |
| Balogunyom         | Borsics-kastély                             |      |
| Balogunyom         | Sényi-kastély                               |      |
| Balogunyom         | Gotthard-kastély                            |      |
| Bozsok             | Sibrik-kastély                              | 1614 |
| Bozsok             | Batthyány-kastély                           |      |
| Bögöte             | Horváth-kastély                             |      |
| Bük                | Szapáry-kastély                             |      |
| Csákánydoroszló    | Batthyány-kastély                           |      |
| Csehimindszent     | Mesterházy-kastély                          |      |
| Csempeszkopács     | Balogh-kiskastély                           |      |
| Csepreg            | Rottermann-kastély                          |      |
| Csepreg            | Schöller-kastély                            |      |
| Egyházashetye      | Gotthárd-Felsőbüki Nagy-kastély             |      |
| Gasztony           | Pázmándy-kastély                            |      |
| Gencsapáti         | Széchenyi-kastély                           |      |
| Gór                | Guary-kastély                               |      |
| Hegyfalu           | Széchenyi-kastély                           |      |
| Ikervár            | Batthyány-kastély                           |      |
| Ivánc              | Sigray-kastély                              |      |
| Jánosháza          | Erdődy-Choron-kastély                       |      |
| Káld               | Maróthy-kastély                             |      |
| Káld               | Káldy-kastély                               |      |
| Kemenespálfa       | Révay-kastély                               |      |
| Kemenesmihályfa    | Vidos-kastély                               |      |
| Kemenesmihályfa    | Vidos-kúria                                 |      |
| Kemenesmihályfa    | Minnich-kastély                             |      |
| Kemenessömjén      | Radó-kastély                                |      |
| Kemenessömjén      | Berzsenyi-kastély                           |      |
| Körmend            | Batthyány-Strattmann-kastély                |      |
| Kőszegpaty         | Patthy-kastély                              |      |
| Magyarszecsőd      | Batthyány-kastély                           |      |
| Meggyeskovácsi     | Bejczy-kastély                              |      |
| Meggyeskovácsi     | Batthyány-Arz-kastély                       |      |
| Mesterháza         | Jekelfalussy-kastély                        |      |
| Mesteri            | Felsőmesteri-Batthyány-kastély              |      |
| Mikosszéplak       | Mikosd-kastély                              |      |
| Mikosdpuszta       | Mikos-Zierer-kastély                        |      |
| Nemeskolta         | Vidos-kastély                               |      |
| Ostffyasszonyfa    | Vörös-kastély                               |      |
| Ostffyasszonyfa    | Ostffy-kastély                              |      |
| Peresznye          | Széchenyi-kastély                           |      |
| Rábahídvég         | Seebach-kastély                             |      |
| Rábahídvég         | Bertha-kastély                              |      |
| Rábapaty           | Felsőbüki Nagy-kastély                      |      |
| Rátót              | Széll-kastély                               |      |
| Répcelak           | Radó-kastély                                |      |
| Répceszentgyörgy   | Szentgyörgyi-Horváth-kastély                |      |
| Rum                | Széchenyi-kastély                           |      |
| Rum                | Bezerédy-kiskastély                         |      |
| Sárvár             | Nádasdy-várkastély, Hatvany-Deutsch-kastély |      |
| Simaság            | Festetics-kastély                           |      |
| Sitke              | Felsőbüki Nagy-kastély                      |      |
| Sorkifalud         | Nádasdy-kastély                             |      |
| Sorokpolány        | Szapáry-kastély                             |      |
| Szeleste           | Szentgyörgyi-kastély                        |      |
| Szeleste           | Festetics-Szentgyörgyi-Horváth-kastély      |      |
| Szombathely        | Bogáti-kastély                              |      |
| Szombathely        | Erdődy-kastély                              |      |
| Szombathely        | Ernuszt-kastély                             |      |
| Szombathely        | Gothard-kastély                             |      |
| Szombathely        | Reissig-kastély                             |      |
| Szombathely        | Saághy-kastély                              |      |
| Szombathely        | Szegedy-kastély                             |      |
| Tanakajd           | Ambrózy-kastély                             |      |
| Táplánszentkereszt | Széchenyi-kastély                           |      |
| Táplánszentkereszt | Erdődy-kastély                              |      |
| Tömörd             | Chernel-kastély                             |      |
| Uraiújfalu         | Bezerédy-kastély                            |      |
| Vasegerszeg        | Markusovszky-kastély                        |      |
| Vassurány          | Schilson-kastély                            |      |
| Vasszécseny        | Új-Ebergényi-kastély                        |      |
| Vasszécseny        | Ó-Ebergényi-kastély                         |      |
| Vasszilvágy        | Bezerédy-kastély                            |      |
| Vép                | Erdődy-kastély                              |      |
| Vönöck             | Karácsony-kastély                           |      |
| Zsédeny            | Maróthy kastély-kúria                       |      |
| Zsennye            | Bezerédy-kastély                            |      |

## Veszprém vármegye

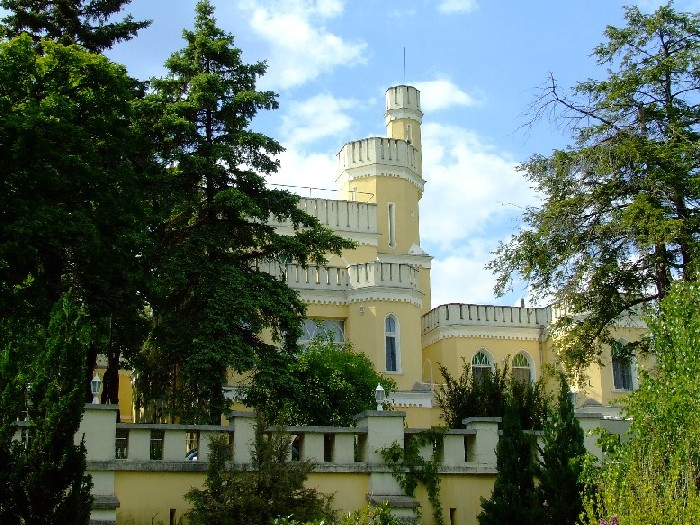
Sir David-kastély – Balatonszepezdfürdő

| Település           | Kastély                       |
| ------------------- | ----------------------------- |
| Bakonyoszlop        | Esterházy-kastély             |
| Balatonakali        | Pántlika kastély              |
| Balatonederics      | Fekete-kastély                |
| Balatonfüred        | Esterházy-kastély             |
| Balatonszepezd      | Sir-David-kastély             |
| Csabrendek          | Fekete-kastély                |
| Csabrendek          | Bogyay-kúria                  |
| Csabrendek          | Osztenhuber-kúria             |
| Csetény             | Holitscher-kastély            |
| Csopak              | Ranolder-kastély              |
| Dabronc             | Szegedy-kastély               |
| Dáka                | Festetics–Batthyány-kastély   |
| Devecser            | Esterházy-kastély             |
| Doba                | Erdődy-kastély                |
| Gógánfa             | Gyömörey-kastély              |
| Külsővat            | Schmidt-kastély               |
| Lesencetomaj        | Nedeczky-kastély              |
| Lovászpatona        | Somogyi-kastély               |
| Magyargencs         | Széll-kastély                 |
| Nagyvázsony         | Zichy-kastély                 |
| Nemesgulács         | Nemesgulácsi kastély          |
| Paloznak            | Pongrácz-kastély              |
| Pápa                | Esterházy-kastély             |
| Pápakovácsi         | Somogyi-kastély               |
| Somlószőlős         | Zichy-kastély                 |
| Sümeg               | Tarányi-kastély               |
| Szentkirályszabadja | Talián-Horváth-kastély        |
| Szigliget           | Esterházy-kastély (Szigliget) |
| Szőc                | Hertelendy-kastélyrom         |
| Ukk                 | Gyömörey-kastély              |
| Úrkút               | Zichy-Schaller-kúria          |
| Várpalota           | Zichy-kastély                 |
| Zalahaláp           | Prónay-kastély                |
| Zirc                | Cisztercita kastély           |

## Zala vármegye

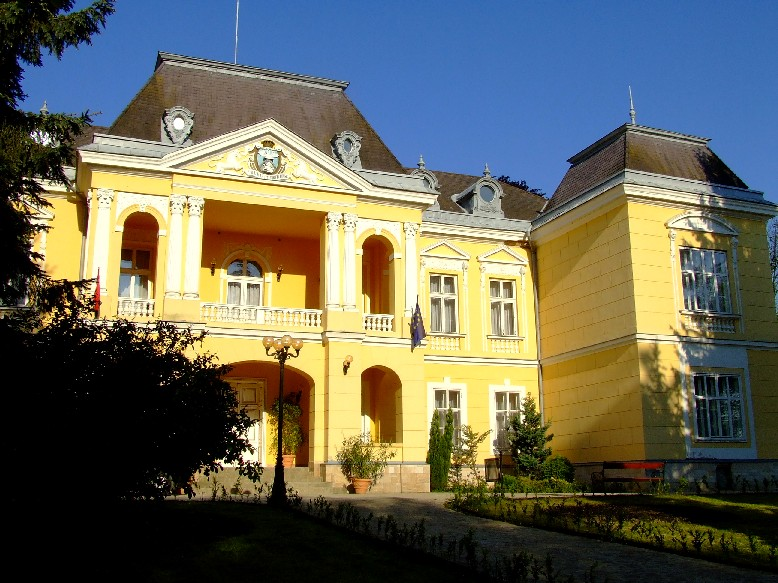
Battyhány-kastély, Zalacsány

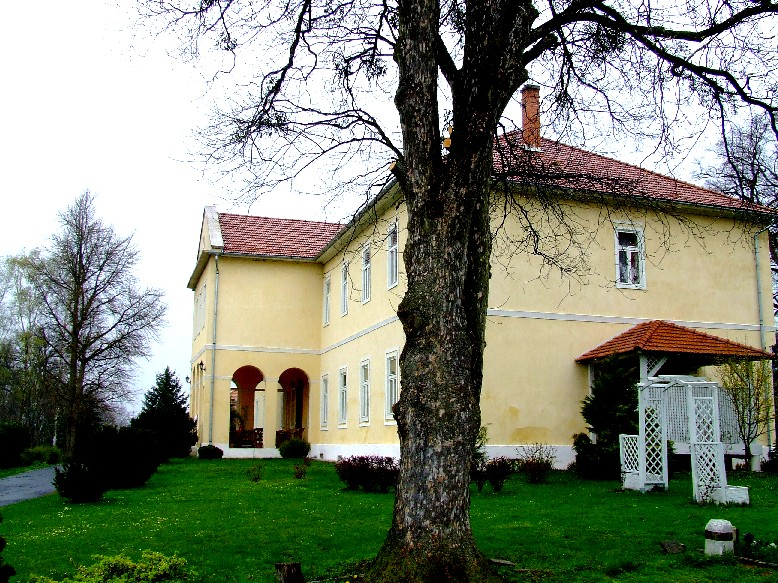
Fábiánics-kastély, Misefa

| Település               | Kastély                   |
| ----------------------- | ------------------------- |
| Balatongyörök           | Volt belügyi üdülő        |
| Bókaháza                | Botka-kastély             |
| Egervár                 | Várkastély                |
| Kehidakustány           | Deák-kúria                |
| Keszthely               | Festetics-kastély         |
| Keszthely-Fenékpuszta   | Festetics-kiskastély      |
| Kisgörbő                | Bezerédy-kastély          |
| Letenye                 | Andrássy-kastély          |
| Letenye                 | Szapáry-kastély           |
| Misefa                  | Fábiánics-kastély         |
| Resznek                 | Tauber-kastély            |
| Söjtör                  | Festetics-kastély         |
| Söjtör                  | Deák-kastély              |
| Szécsisziget            | Andrássy-kastély          |
| Zalaapáti               | Szentkirályi-kúria        |
| Zalacsány               | Batthyány-kastély         |
| Zalacsány               | Batthyány-kúria           |
| Zalaegerszeg            | Hűvös-Erdődy-kastély      |
| Zalaegerszeg-Andráshida | Viosz-kastély             |
| Zalaszentgrót           | Batthyány-kastély         |
| Zalaszentgrót           | Zalaszentgróti kiskastély |

## Bibliográfia
- Bagyinszki Zoltán: Magyar kastélyok. (ISBN 963-5964-31-5)
- Dercsényi Balázs, Koppány Tibor, Hegyi Gábor: Magyar kastélyok. Officina Nova Kiadó, Budapest, 1990, ISBN 963-7836-63-2
- Virág Zsolt: Magyar kastélylexikon-sorozat

## Külső hivatkozás
- Kastély.infó - látogatók által fejleszthető Magyar Kastélyportál
- Magyar Kastélyok és Kúriák Egyesület
- Barangolás Magyarországon - látnivalók, nevezetességek, műemlékek
- Bihar látnivalói - Bihari Természetbarát Egyesület
- Észak-magyarországi Kastélyút Archiválva 2007. március 8-i dátummal a Wayback Machine-ben
- Kastélyokat, kúriákat, műemlékeket bemutató portál
- Kastély.lap.hu - tematikus linkgyűjtemény Magyarország kastélyairól
- Légifotók Magyarország kastélyairól
- Magyarországi Kastélyszállók a szallas.hu -n
- Kastélyszállók - tematikus linkgyűjtemény
- kastelyok.eu
- Sisa József: Kastélyépítészet és kastélykultúra Magyarországon a historizmus korában, Akadémiai doktori értekezés, Budapest, 2004